# Höhenberg (Köln)

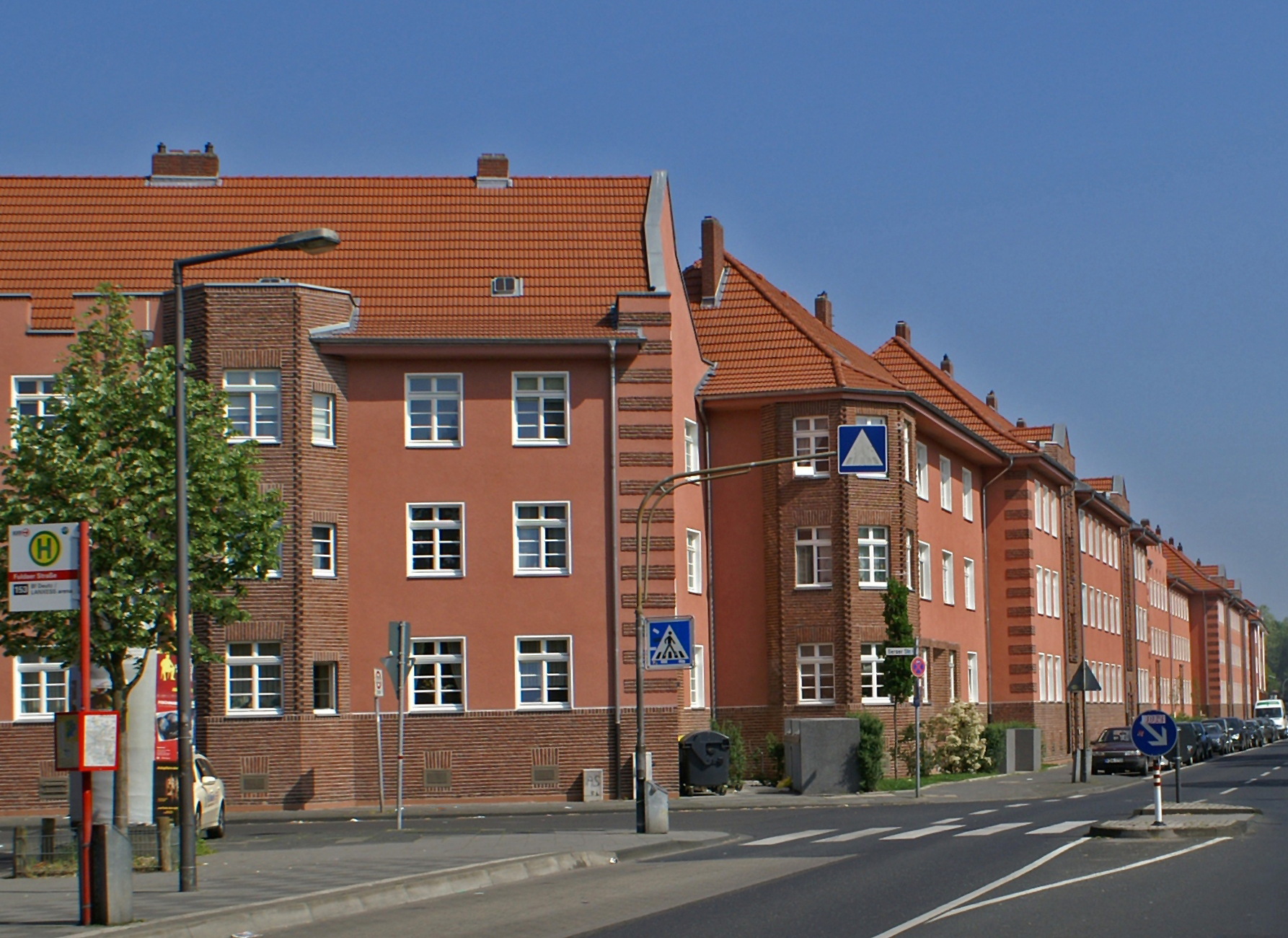
Höhenberg, Germaniasiedlung (2008)

Höhenberg ist ein östlicher Stadtteil von Köln im rechtsrheinischen Stadtbezirk Kalk. Über Jahrhunderte war Höhenberg lediglich eine Flurbezeichnung für eine Geländeerhöhung der rheinischen Niederterrasse, an der die Grenze zwischen Kurköln und dem Herzogtum Berg verlief. Erst mit der fortschreitenden Industrialisierung der benachbarten Städte Kalk und Mülheim am Rhein am Ende des 19. Jahrhunderts wurde das Gebiet städtebaulich erschlossen.
Nachdem die städtische Gemeinnützige Aktiengesellschaft für Wohnungsbau (GAG) die großflächige Germaniasiedlung gebaut hatte, wurde Höhenberg 1927 zum selbständigen Stadtteil. Es umfasst Flächen, die ehemals zu den Stadtteilen Buchheim, Kalk, Merheim und Vingst gehörten. Hier wurden nach dem Zweiten Weltkrieg viele Mehrfamilienhäuser gebaut, sodass sich die Einwohnerzahl zwischen 1950 und 1980 fast verdoppelte. Dennoch besteht Höhenberg zu über 50 Prozent aus Grünflächen.
Durch zahlreiche Werksschließungen in den benachbarten Industriestandorten und mangels neuer Arbeitsplätze lag die Arbeitslosenquote im Stadtteil über Jahre bei mehr als 22 Prozent. Durch Fördermaßnahmen des Landes Nordrhein-Westfalen und der Stadt werden viele Familien bei ihrem täglichen Lebensunterhalt finanziell unterstützt. Zusätzlich wurde von den Kirchengemeinden unter Beteiligung vieler Bürger das soziale Netzwerk HöVi-Land initiiert, das ebenfalls sozial schwachen Familien hilft. Außerdem werden durch dieses Projekt vielfältige Aktionen zur Verschönerung und Sauberkeit des Stadtteils veranlasst und durchgeführt.

## Geographie
Der Stadtteil liegt an einer heute trockenen Rinne im früher sumpfigen Gebiet der Niederterrasse des Rheins westlich eines eiszeitlichen Rheinarms. Der Boden des ehemals meist bewaldeten Gebietes ist stark löss- und lehmhaltig, die Höhe des größtenteils ebenen Ortsgebietes liegt um die 50 m ü. NN. Der geographisch höchste Punkt liegt mit etwa 55 Meter in unmittelbarer Nähe der Kirche St. Elisabeth.
Höhenberg grenzt im Norden mit der Bundesstraße 55a an Buchheim, im Osten mit dem rechtsrheinischen Grüngürtel an Merheim und Ostheim, im Süden verläuft fließend die Grenze zu Vingst. Mit den Bahnanlagen des Rangierbahnhofes Köln-Kalk Nord grenzt Höhenberg im Westen an Kalk.

## Geschichte

### Hochmittelalter bis zur Frühen Neuzeit
In einer Aufzählung der Besitzungen des Vingster Hofs aus dem Jahre 1683 ist die Lage zweier Felder mit „auf dem Höhenberg“ aufgelistet. Dabei handelt es sich um eine Flurbezeichnung, denn besiedelt war das Gebiet nicht. In diesem Bereich verlief von 1147 bis 1803 die Grenze zwischen dem Herzogtum Berg und Kurköln. Das Herzogtum errichtete auf seinem Gebiet im Bereich der heutigen Straßenkreuzung Frankfurter-/Olpener Straße einen Beobachtungspunkt, der einen großflächigen Überblick über das kurkölnische Gebiet gewährleistete. Die Brücker Straße (heutige Olpener Straße), ein als Handelsstraße zwischen Köln und dem Bergischen Land genutzter breiter Feldweg, durchquerte die Felder grenzüberschreitend.

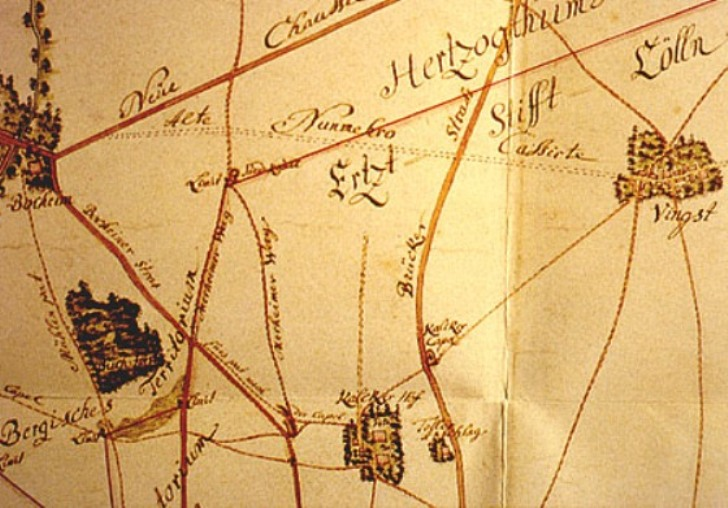
Am oberen Bildrand der neue Verlauf der Frankfurter Chaussee, die gestrichelte Linie zeigt den alten Verlauf.

Die zum heutigen Stadtteil Höhenberg zusammengefassten Gebiete südlich der Olpener Straße gehörten zur Gemeinde Vingst, die nördlich gelegenen zu Kalk. Die Gebiete östlich der Höhenberger Straße waren der Gemeinde Merheim zugeordnet. Ein kleinerer Bereich im Nordosten, rund um den heutigen Mülheimer Friedhof, gehörte zu Buchheim. Der Verlauf der Frankfurter Chaussee (heutige Frankfurter Straße), die von Kaufleuten zur Umgehung des Kölner Stapelrechts genutzt wurde, entsprach der heutigen Wegführung der Germania- und der Oranienstraße. Da dieser Verlauf kurkölnisches Gebiet berührte, mussten die Kaufleute Wegezoll entrichten. Die Zahlung des Wegezolls war für die Kaufleute günstiger als die defizitäre Feilbietung ihrer Waren im Kölner Stapelhaus.
Im Jahre 1768 begradigte das Herzogtum Berg die Straße, sodass sie parallel zur Landesgrenze verlief. Durch diese Begradigung war ein zollfreier Weg zwischen den zum Herzogtum gehörenden Rheinhäfen Mülheim und Zündorf geschaffen worden. Nach der 1803 im Reichsdeputationshauptschluss festgelegten Säkularisation des kurkölnischen Gebietes wurden die rechtsrheinischen Besitztümer an das Herzogtum Nassau-Usingen übertragen. Nach dem Wiener Kongress erhielt Preußen alle Gebiete des heutigen Stadtteils.

### Erste Bebauung des Gebietes

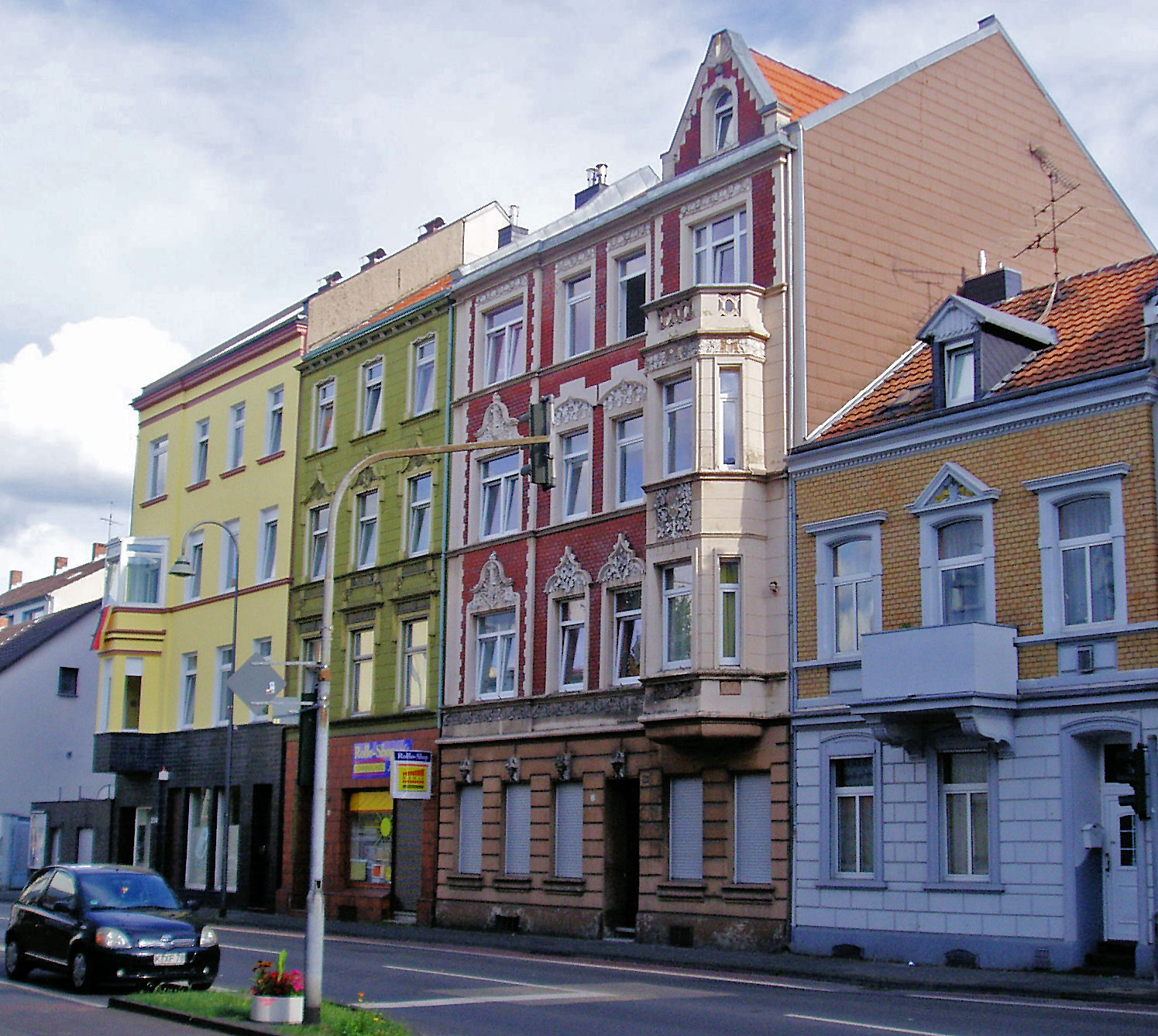
Gründerzeithäuser an der Olpener Straße (2008)

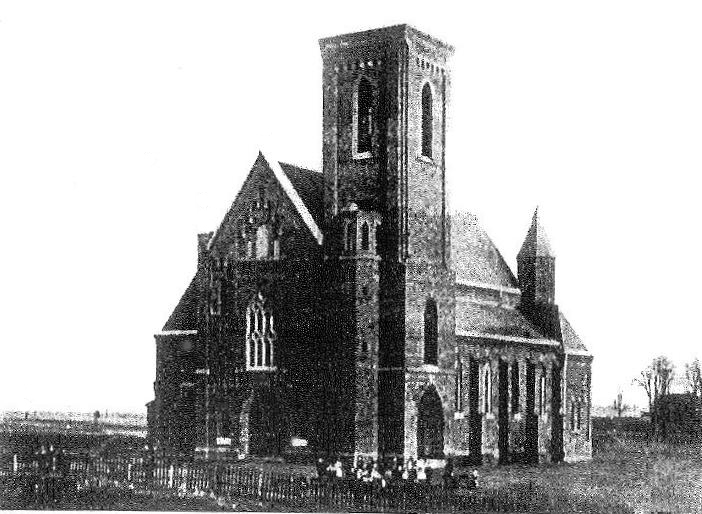
St. Elisabeth um 1910

In einer Übersicht zum Stand von 1831 wird unter dem Namen Höhenberg ein einzelnes Haus verzeichnet, und zwar auf dem Gebiet der Bürgermeisterei Merheim, zum Stand Ende 1843 waren es immerhin zwei Häuser auf dem Gebiet der Bürgermeisterei Merheim und zwei Häuser auf dem der Bürgermeisterei Deutz. Auf Karten des Jahres 1863 ist das einzelne Chausseehaus Hohenberg verzeichnet.
Auf Buchheimer Gebiet nahm um 1870 das Hochofenwerk Germania den Betrieb auf. Als sich die Stahlindustrie unmittelbar nach der Firmengründung wegen der geringeren Transportwege der Rohstoffe Erz und Kohle im Ruhrgebiet konzentrierte, war die dezentrale Produktion von Stahl durch die damit verbundenen hohen Eisenbahntransportkosten nicht mehr konkurrenzfähig, sodass das Werk schon wenige Jahre später den Betrieb einstellen musste und in Konkurs ging. Die preußische Verwaltung erbaute im Zuge der Anlage des Äußeren Festungsrings Köln kurz hinter der heutigen Stadtteilgrenze zu Merheim am Nohlenweg das Fort X. Der Umkreis von 600 Metern dieses Forts musste deshalb nach den preußischen Rayonbestimmungen unbebaut bleiben. Im Jahre 1896 enteignete die preußische Regierung das Gebiet der Merheimer Heide, um dort einen Truppenübungsplatz für die Soldaten der Hacketäuerkaserne und der Kronprinzenkaserne anzulegen. In den Garnisonsstandorten Mülheim und Kalk war, bedingt durch die fortschreitende Industrialisierung, keine ausreichende zu diesem Zweck nutzbare Fläche vorhanden.
Zur Jahrhundertwende fand die erste nennenswerte Bebauung auf Merheimer Gebiet statt. Dort wurden einige mehrstöckige Mietshäuser als Wohnraum für die Beschäftigten der Mülheimer und Kalker Fabriken errichtet. Die zuständige Kreisstadt Mülheim am Rhein richtete 1904 an der Frankfurter Straße eine provisorische, aus Holzbaracken bestehende Schule für 125 Schüler ein. Auf dem gegenüberliegenden 20 Hektar großen Grundstück legte die Stadtverwaltung den Mülheimer Friedhof an, der am 30. November 1904 eröffnet wurde. Die katholischen Gläubigen erhielten im Jahre 1905 trotz Widerstands der Nachbargemeinde Vingst, die deutlich größer war und nur eine Notkirche hatte, die Genehmigung für den Bau eines Gotteshauses. Nachdem die Finanzierung gesichert war, wurde die Backstein-Hallenkirche St. Elisabeth zwischen 1908 und 1910 erbaut. Die Kirchenweihung erfolgte am 18. Dezember 1910. Im Juni 1911 wurde aus Teilen der umliegenden Pfarrgemeinden die Gemeinde St. Elisabeth gegründet, zunächst als Rektorat der Pfarre St. Mauritius in Buchheim, ab 1918 dann als eigenständige Pfarre.
Mit der Vorortbahnlinie B von Köln nach Brück (1906) der Kölner Verkehrsbetriebe, welche die Olpener Straße befuhr und der O nach Opladen der Mülheimer Kleinbahn (1909), die an der Frankfurter Straße ihre Starthaltestelle hatte, wurde das Gebiet an das Nahverkehrsnetz angeschlossen, sodass für die Bewohner eine gute Verbindung zu den benachbarten Industriestandorten entstand. Die Kalker und Vingster Gebiete zählten ab dem 1. April 1910 zum Kölner Stadtgebiet, am 1. April 1914 wurden die Merheimer und Buchheimer Flächen ebenfalls ins Kölner Stadtgebiet eingegliedert.
Während des Ersten Weltkriegs pachtete der Sport- und Spielverein 05 Köln e. V. (später SSV Vingst 05) ein Brachgelände an der heutigen Germaniastraße und legte dort sein Vereinsgelände mit einem Sportplatz an.

### Entwicklung zum Stadtteil

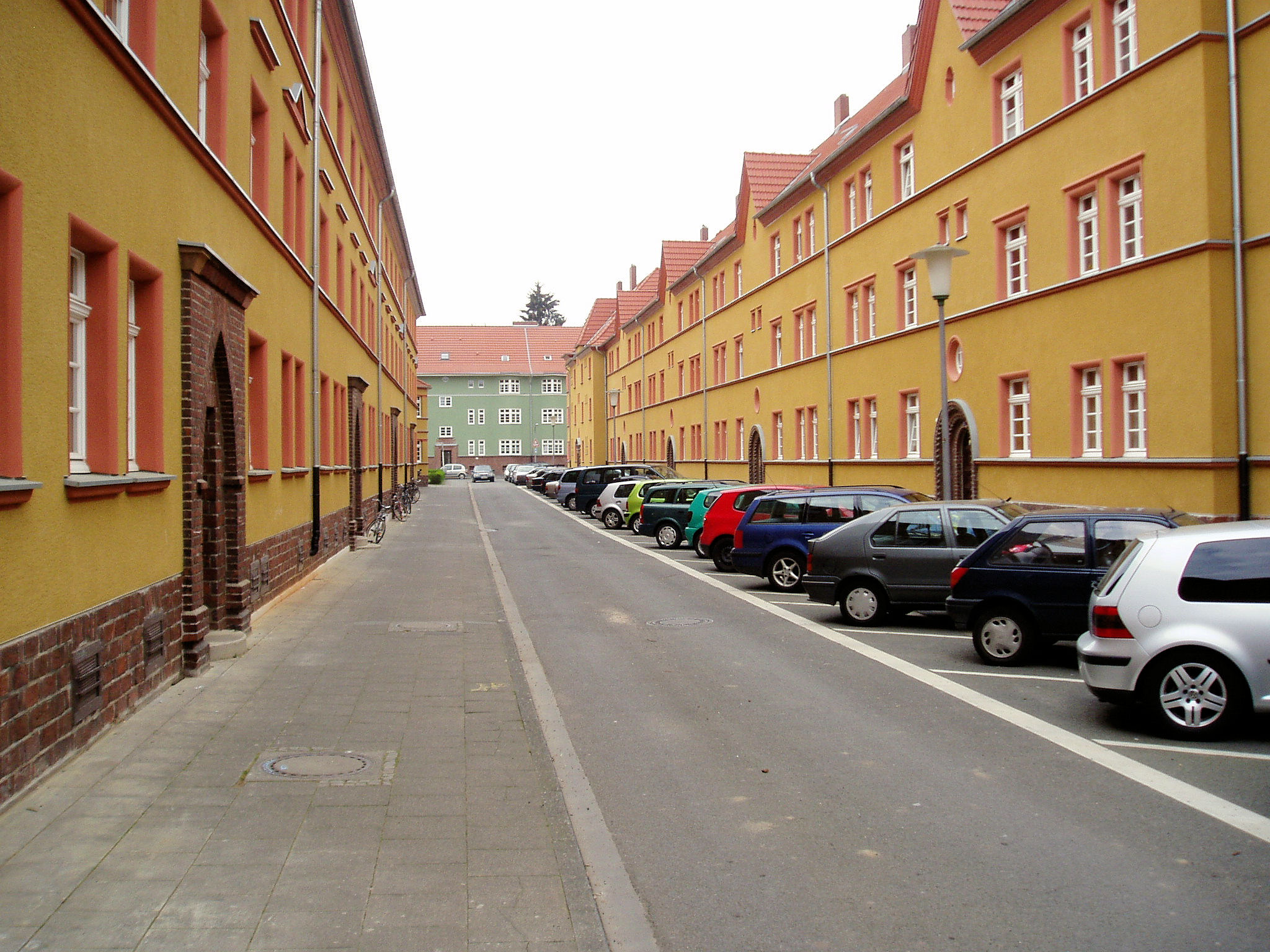
Germaniasiedlung, Erfurter Straße (2007)

Nach dem Ersten Weltkrieg übernahm die Gemeinnützige Wohnungsgesellschaft AG das 17,7 Hektar große Gelände des ehemaligen Hochofenwerks. Die Planungen der GAG sahen vor, dort eine reine Einfamilienhaussiedlung mit rund 1000 Wohneinheiten zu bauen. Während der Fertigstellung des ersten Bauabschnitts zwischen Meininger- und Germaniastraße (1919) stellte der Bauherr angesichts des zu erwartenden Bevölkerungszuwachses die Planungen um und beschloss, ab dem zweiten Bauabschnitt vorwiegend Mehrfamilienhäuser in zwei- bis dreigeschossiger Bauweise zu errichten, sodass bis 1928 insgesamt 1500 Wohneinheiten entstanden. Neben einigen kleineren Geschäften für den täglichen Lebensbedarf wurde an der Weimarer Straße die Jung-Siegfried-Schule erbaut, die neben einer katholischen Volksschule auch eine damals umstrittene Freie Schule für konfessionslose Kinder beherbergte. Die Straßen innerhalb der Siedlung wurden alle nach Städten in Thüringen benannt, der Heimat der Höhenberger Schutzpatronin Elisabeth. Die Germaniasiedlung war zu diesem Zeitpunkt eine der größten zusammenhängenden Wohnsiedlungen Deutschlands. Bedingt durch den mit dem Großsiedlungsprojekt zusammenhängenden Bevölkerungszuwachs, wurde vom Rat der Stadt Köln beschlossen, Höhenberg ab 1927 als eigenständigen Stadtteil zu führen.
Ab 1920 wurden östlich der Frankfurter Straße mehrere Sportanlagen für Leichtathletik und Fußball angelegt. Dem damals in der höchsten westdeutschen Fußballklasse spielenden VfR Köln 04 rrh. wurde von der Stadt ein Stadion mit einem Fassungsvermögen von 30.000 Zuschauern zur Verfügung gestellt. Auch der TuS Köln rrh. fand auf dem neuen Gelände seine Heimat. Das östlich des Sportanlage liegende Gelände der Merheimer Heide, welches die preußische Armee vor dem Ersten Weltkrieg militärisch nutzte, wurde auf Initiative des Kölner Oberbürgermeisters Konrad Adenauer am Ende der 1920er-Jahre zu einer Grünanlage umgestaltet.

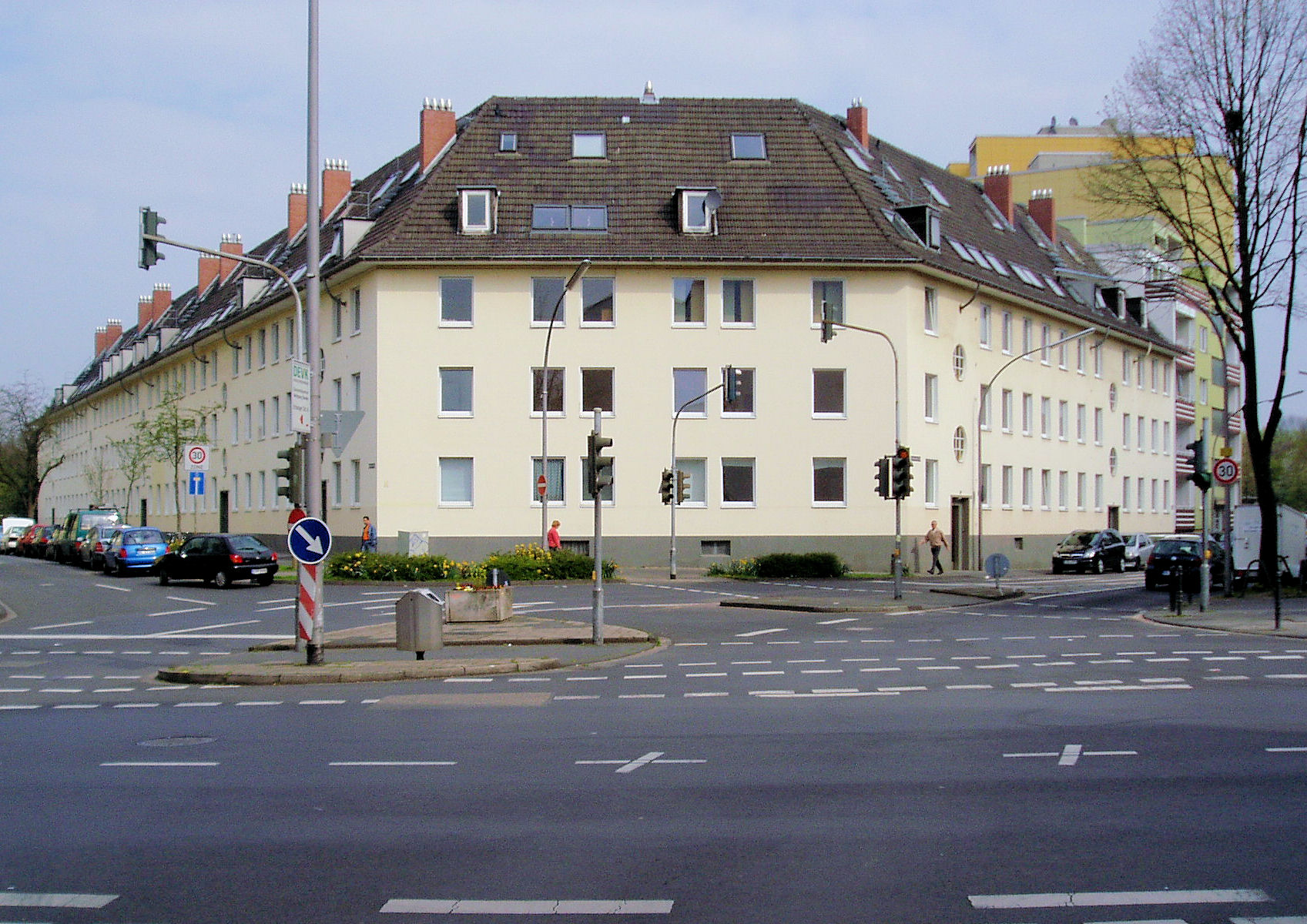
Häuserzeile Münchener Straße (2008)

Neben der Germaniasiedlung entstanden an der Olpener Straße zahlreiche Wohngebäude mit verschiedenen Ladenlokalen sowie einem Lichtspieltheater. Die Sparkasse zu Köln eröffnete am 25. Februar 1930 eine Filiale an der Ecke Olpener-/Fuldaer Straße. Die Gebrüder Oebel gründeten in den 1920er-Jahren die Großbäckerei Rheinbrot an der Oranienstraße. Die Fabrikationsgebäude der ehemaligen Apfelkrautfabrik Müller an der Höhenberger Straße wurden 1932 durch die Firma Postel übernommen, die patentierte Spritzgussteile für Reißverschlüsse herstellte. Dort waren in den 1930er-Jahren bis zu 120 Mitarbeiter beschäftigt. Auf den ehemaligen Baumplantagen der Apfelkrautfabrik an der Münchener Straße errichtete der Schausteller Ernst Hartkopf mehrere Häuserzeilen in dreigeschossiger Bauweise mit ausgebauten Dachstühlen.

### Zeit des Nationalsozialismus
Im Jahre 1933 übernahmen die Kölner Verkehrsbetriebe die Mülheimer Kleinbahn. Ein Jahr später wurde der Betrieb der Vorortbahnlinie O, im Volksmund auch „Müllemer Schöckelpäd“ (hochdeutsch: Mülheimer Schaukelpferd) genannt, zwischen Mülheim und Höhenberg eingestellt und durch eine Buslinie ersetzt.
Durch die Nähe zum Güterbahnhof und damaligen Bahnbetriebswerk Kalk-Nord waren viele Höhenberger als Beamte bei der Deutschen Reichsbahn-Gesellschaft beschäftigt. Im Gegensatz zu den benachbarten Arbeitervororten hatte die NSDAP durch diese mehrheitliche Bevölkerungsgruppe hohen politischen Rückhalt. Die Freie Schule an der Jung-Siegfried-Schule wurde 1933 von der Schulverwaltung aufgelöst, die Schüler der katholischen Volksschule wurden nach Geschlechtern separiert. Von 1929 bis 1931 wurde das Stadion am Höhenberger Ring umgebaut, dabei wurde die Kapazität auf 18.000 Zuschauer reduziert. Das Gelände wurde mit sechs Tennisplätzen erweitert und in Sportpark Höhenberg umbenannt.
Trotz der Nähe zu den Bahnanlagen von Kalk-Nord war die Germaniasiedlung im Zweiten Weltkrieg nur bedingt von Bombenzerstörungen betroffen. In unmittelbarer Nähe des Bahndamms wurden einige Häuser völlig zerstört. Im Ortszentrum an der Olpener Straße waren die von englischen und amerikanischen Bombern verursachten Schäden deutlich größer. Die Jung-Siegfried-Schule wurde zerstört, die Kirche St. Elisabeth so schwer beschädigt, dass sie nicht mehr nutzbar war. Auf der zum Stadtteil gehörenden Merheimer Heide wurde 1941 eine große Flakstellung eingerichtet.

### Nachkriegszeit

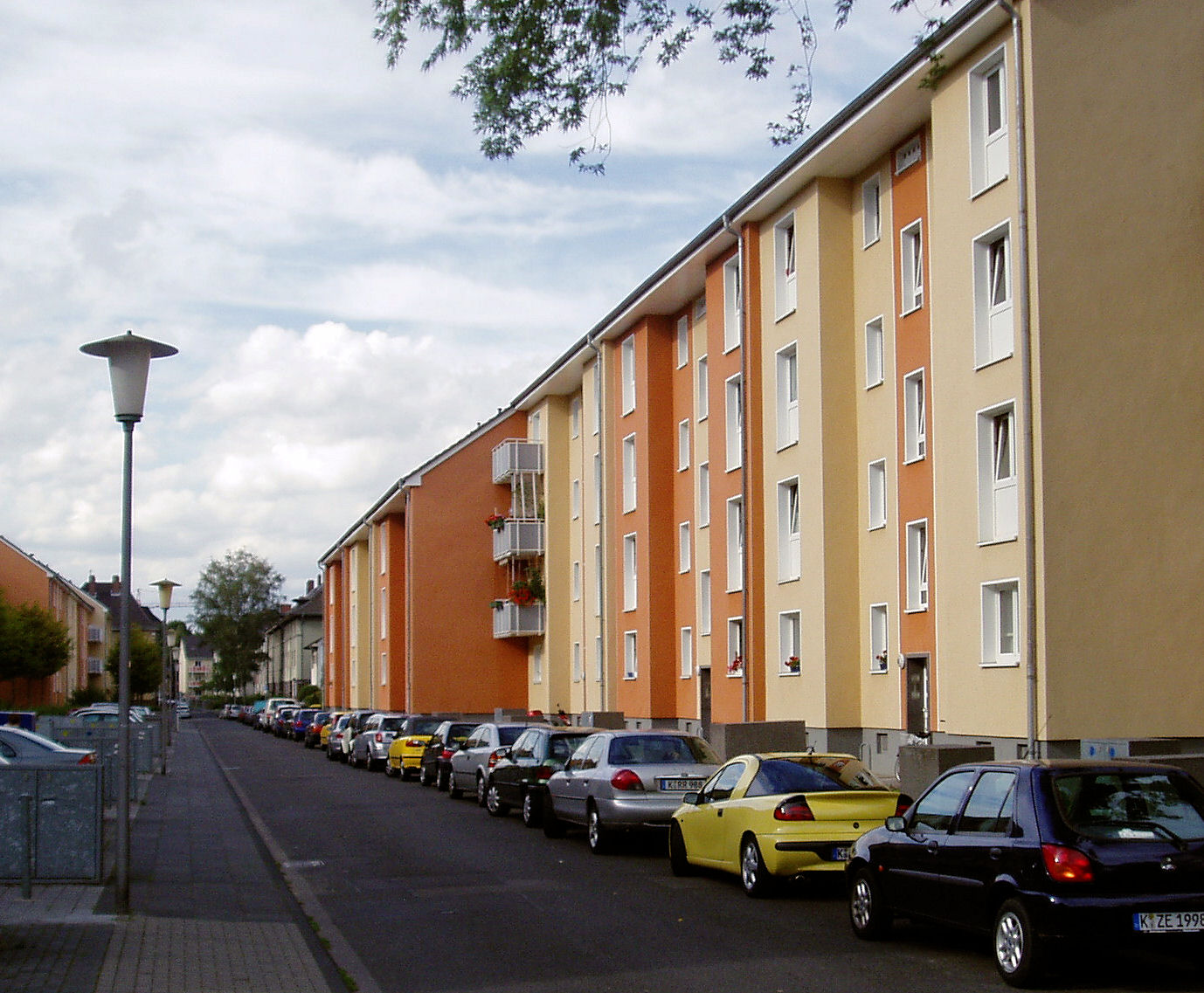
Sanierte Nachkriegshäuser an der Koburger Straße (2008)

Die zerstörten Gebäude der Germaniasiedlung ersetzte die GAG mit moderneren viergeschossigen Neubauten, die im Aussehen dem Erscheinungsbild der bestehenden Häuser angepasst wurden. Das Gebiet der bereits in den 1930er-Jahren auf dem ehemaligen Betriebsgelände der Zinnoxydfabrik A. Dupré erbauten Schultheis-Siedlung – welche nach der Karl Schultheis AG, dem Bauherrn, benannt wurde – zwischen Bahndamm und Oranienstraße wurde ab 1950 dem Stadtteil Höhenberg zugerechnet, zuvor hatte diese Fläche zu Vingst gehört. Diese Siedlung, die nach mittelschweren Kriegsschäden zu diesem Zeitpunkt bereits wieder aufgebaut war, bestand aus viergeschossigen Mietshäusern in Schlichtbauweise. In dieser Siedlung wurden meist Heimatvertriebene aus ehemaligen deutschen Gebieten untergebracht. Da in den Zweiraumwohnungen keine Badezimmer oder Duschgelegenheiten zur Verfügung standen, richtete der Vermieter das Gemeinschaftsbadehaus Oranienbad an der Dinkelsbühler Straße ein.
Am Rande der Merheimer Heide errichtete die Stadt Köln eine Siedlung für städtische Angestellte, die aus Ein- und Zweifamilienhäusern bestand. Nachdem ab 1949 zunächst eine Baracke, das sogenannte Schweizerhäuschen, als Ersatzschule für ein Teil der Höhenberger Schüler gedient hatte, wurde 1955 ein modernes Schulgebäude an der Weimarer Straße eingeweiht. Zu Beginn der 1950er-Jahre hatte die Stadt bereits ein weiteres Volksschulgebäude an der Schulstraße gebaut. Den katholischen Gläubigen stand die Kirche St. Elisabeth erst nach umfangreicher Reparatur und Umgestaltung ab 1957 wieder zur Verfügung.

### 1960er und 1970er Jahre

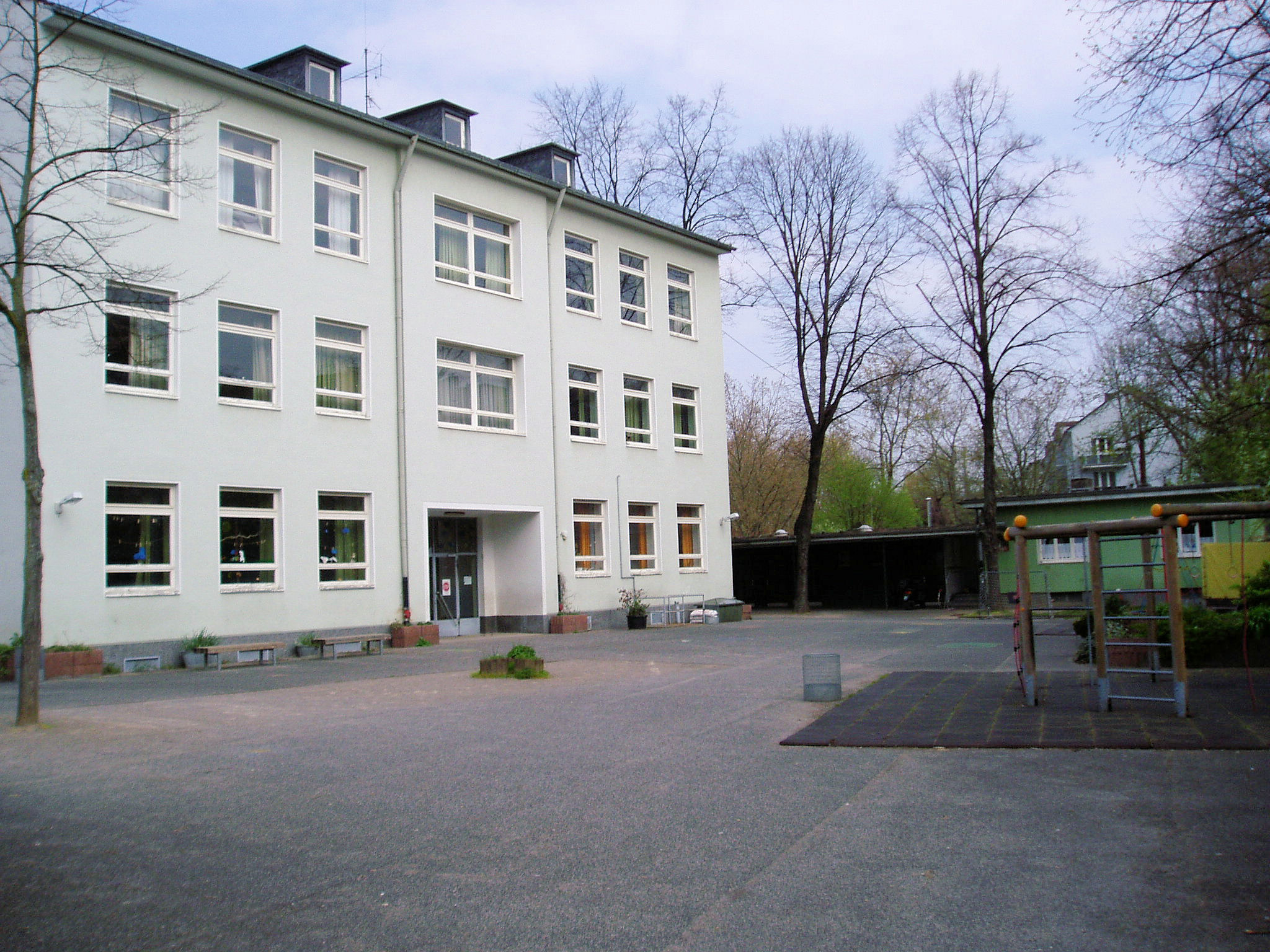
Grundschule Schulstraße (2007)

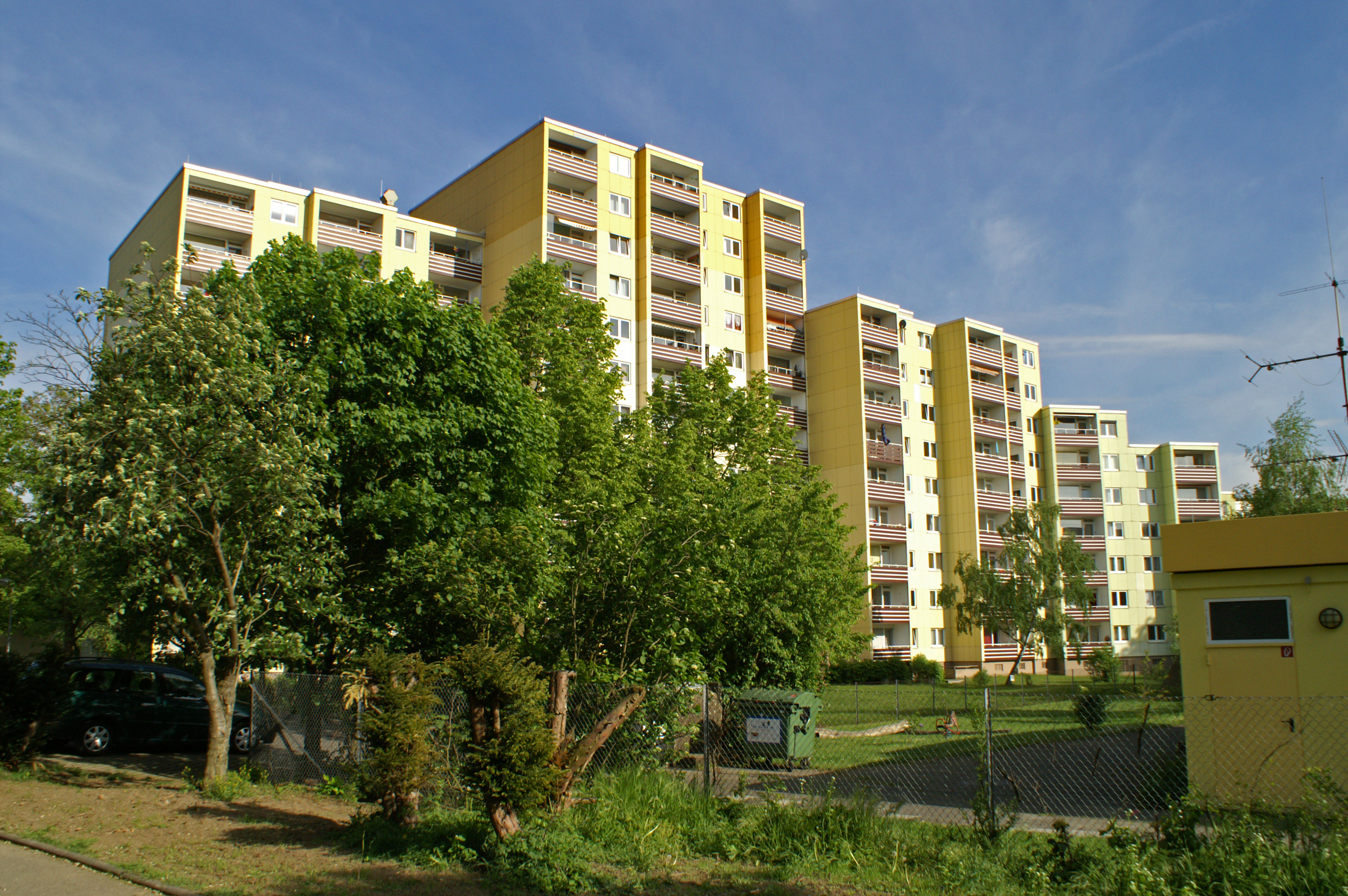
Hochhausblock Höhenberger Straße (2010)

Nachdem die Überreste des ehemaligen Gastronomiebetriebes Katharinenburg an der Ecke Olpener Straße/Burgstraße abgerissen worden waren, baute die Deutsche Bundespost 1962 dort eine moderne Wohnsiedlung, die anfänglich nur von Postbediensteten besiedelt wurde. Wenige Jahre später wurden von der Central Krankenversicherung mehrere Wohnblocks an der Erlanger Straße erbaut. Die einfachen Wohneinheiten der Schultheis-Siedlung wurden ab der Mitte der 1960er-Jahre zunehmend von italienischen Gastarbeitern bezogen, deshalb wurde die Siedlung im Volksmund „Klein-Italien“ genannt. An der Augsburger Straße eröffnete die Stadt ein Übergangsheim für deutschstämmige Spätaussiedler aus polnischen und russischen Gebieten.
Auf einem Freigelände am Ende der Adalbertstraße an der Stadtteilgrenze zu Vingst baute die Stadt Köln  einen zweiflügeligen Schulkomplex, in dem die Käthe-Kollwitz-Realschule für Mädchen und die Albert-Schweitzer-Realschule für Jungen einzog. Infolge der Bildungsreform wandelte die Schulverwaltung die Volksschulen Schulstraße und Weimarer Straße im Jahre 1968 in Grundschulen um. Gleichzeitig wurde eine Hauptschule gegründet, deren 995 Schüler in 27 Klassen übergangsweise in einem separaten Schulgebäude an der Schulstraße sowie in Räumlichkeiten an der Weimarer Straße unterrichtet wurden. Zwei Jahre später konnte die Gemeinschaftshauptschule in ein neues Gebäude an der Nürnberger Straße umziehen.
Am Anfang der 1960er-Jahre wurde die Strecke der Vorortbahnlinie B auf eine eigene Trasse verlegt, die etwa 150 Meter nördlich der Olpener Straße am Rand der Germaniasiedlung angelegt wurde. Die Linie B wurde 1967 in das numerische System der Kölner Verkehrsbetriebe übernommen und erhielt die Liniennummer 1. In den frühen 1970er-Jahren wurde mit dem Bau des ersten rechtsrheinischen U-Bahnteilstückes zwischen Frankfurter Straße und dem Bahndamm des Rangierbahnhofes begonnen. Die 650 Meter lange Strecke mit dem U-Bahnhof Fuldaer Straße wurde 1976 eröffnet. Die ehemalige Gleistrasse wurde anschließend zu einem parkähnlichen Spazierweg umgestaltet.
Das Spritzgusswerk Postel, welches nach dem Krieg die Produktion auf Baubeschläge, Scharniere und Spielzeugautos umgestellt hatte, sah auf ihrem Werksgelände an der Höhenberger Straße keine Expansionsmöglichkeiten mehr und verlagerte das Werk nach Porz. Nach Abriss der Fabrikationsgebäude baute man dort einen zwölfgeschossigen Hochhausblock im typischen Baustil der 1970er-Jahre. Die Großbäckerei Rheinbrot hatte sich bei der Modernisierung und Erweiterung der Fabrikationsanlagen finanziell übernommen und wurde 1975 vom Würselener Brotfabrikanten Kronenbrot übernommen.

### 1980 bis heute

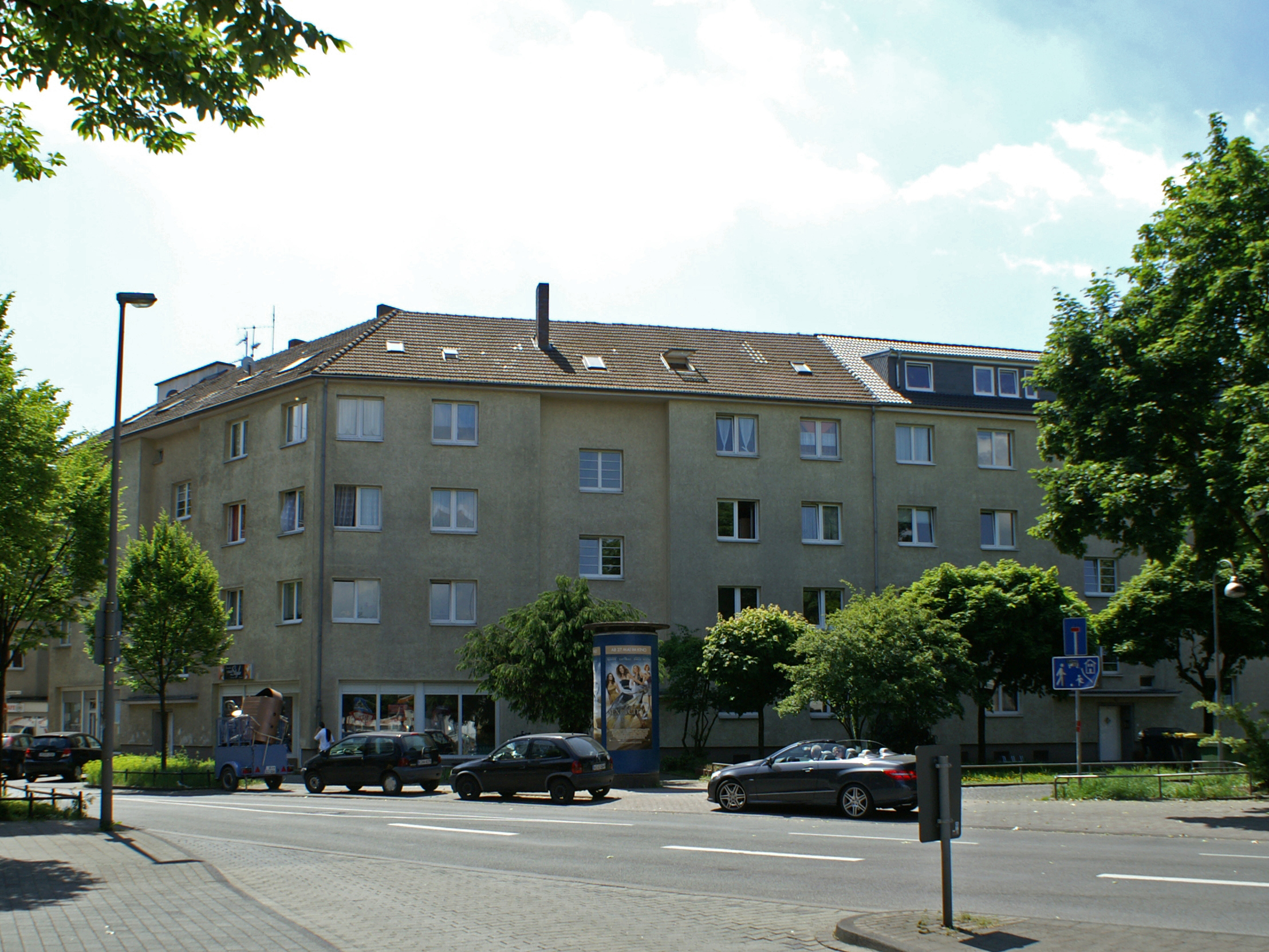
Modernisiertes Wohnhaus der Schultheis-Siedlung am Bennoplatz (2007)

Seit den 1980er-Jahren fand in Höhenberg kein großflächiger Wohnsiedlungsbau mehr statt. Die Schultheis-Siedlung wurde mehrfach als Spekulationsobjekt verkauft, ohne dass die jeweiligen Besitzer Modernisierungsmaßnahmen durchführten, sodass die Siedlung in einen fortschreitend schlechten Zustand gelangte. Infolgedessen konnten die Wohneinheiten lange Zeit nur noch an Gastarbeiter und Hilfebedürftige nach Zwölftes Buch Sozialgesetzbuch vermietet werden. Erst nachdem einzelne Privatinvestoren zumeist türkischer Abstammung mehrere Wohnblocks gekauft hatten, wurden dringende Sanierungsarbeiten an einigen Häusern durchgeführt. Ein Hochbunker aus dem Zweiten Weltkrieg innerhalb des Siedlungsgebietes wurde Anfang der 1990er-Jahre zu einem Wohnheim für Asylsuchende umgebaut. Die Mieteinheiten der Siedlungen an der Erlanger, Höhenberger und Münchener Straße wurden größtenteils als Eigentumswohnungen an die vorherigen Mieter oder an private Investoren verkauft.
Auf gemeinsame Initiative von Petra Kempe, der Jugendleiterin der evangelischen Gemeinde Höhenberg/Vingst, und des damaligen katholischen Kaplans Ansgar Puff wurde 1994 erstmals die Ferienfreizeit HöVi-Land für Kinder und Jugendliche aus sozialschwachen Familien veranstaltet, die jeweils in den ersten drei Wochen der Sommerferien in der Nähe des Vingster Freibades durchgeführt wird. Das HöVi-Land wurde somit, auch aufgrund steigender Nachfrage, der Nachfolger der lange bestehenden Ferienspiele auf evangelischer Seite, dessen Grundkonzept übernommen wurde. HöVi-Land wird zu 50 Prozent durch die Stadt Köln finanziert, 30 Prozent durch Spenden und 20 Prozent durch die Teilnahmegebühren von 15 Euro pro Woche je Kind. Im Jahre 2008 nahmen über 500 Kinder und Jugendliche an der Ferienfreizeit teil.
Aus dieser Initiative entwickelten sich mehrere Langzeitprojekte für den Sozialraum Höhenberg/Vingst, in dem über 40 % der Familien nicht über selbst erwirtschaftetes Einkommen verfügen. Beispielsweise wurden eine Kleiderkammer, eine Lebensmittelausgabe sowie eine Berufsstarthilfestelle und eine Drogenberatung eingerichtet. Zur Verschönerung der beiden Stadtteile pflanzt die Initiative Blühendes HöVi-Land jährlich über 45.000 Osterglocken in den Grünflächen. Über beide Stadtteile verteilt wurden mehrere hundert Tütenspender platziert, aus denen Hundehalter kostenlos Beutel für die Exkremente ihrer Vierbeiner entnehmen können. Die Pflege der Blumenbeete und die Befüllung der Tütenspender werden von freiwilligen Paten durchgeführt.
Die GAG begann 2004 mit einer Komplettsanierungsmaßnahme der unter Denkmalschutz stehenden Germaniasiedlung, bei der das ursprüngliche äußere Erscheinungsbild der Siedlung nicht verändert werden darf. Aufgrund der mangelhaften Bausubstanz wurden einige Wohnblocks an der Frankfurter Straße und Erfurter Straße nach Genehmigung durch die Stadtkonservatorin abgerissen und durch Neubauten ersetzt. An der Weimarer Straße wurden acht kleine Häuser zu günstigen Preisen verkauft, allerdings mussten die neuen Eigentümer sich verpflichten, die Sanierung auf eigene Rechnung durchzuführen. Ebenfalls werden fertiggestellte Wohneinheiten den Mietern zum Kauf angeboten. Die Gesamtkosten für die Sanierungsmaßnahme budgetierte der Bauträger mit 55 Millionen Euro.

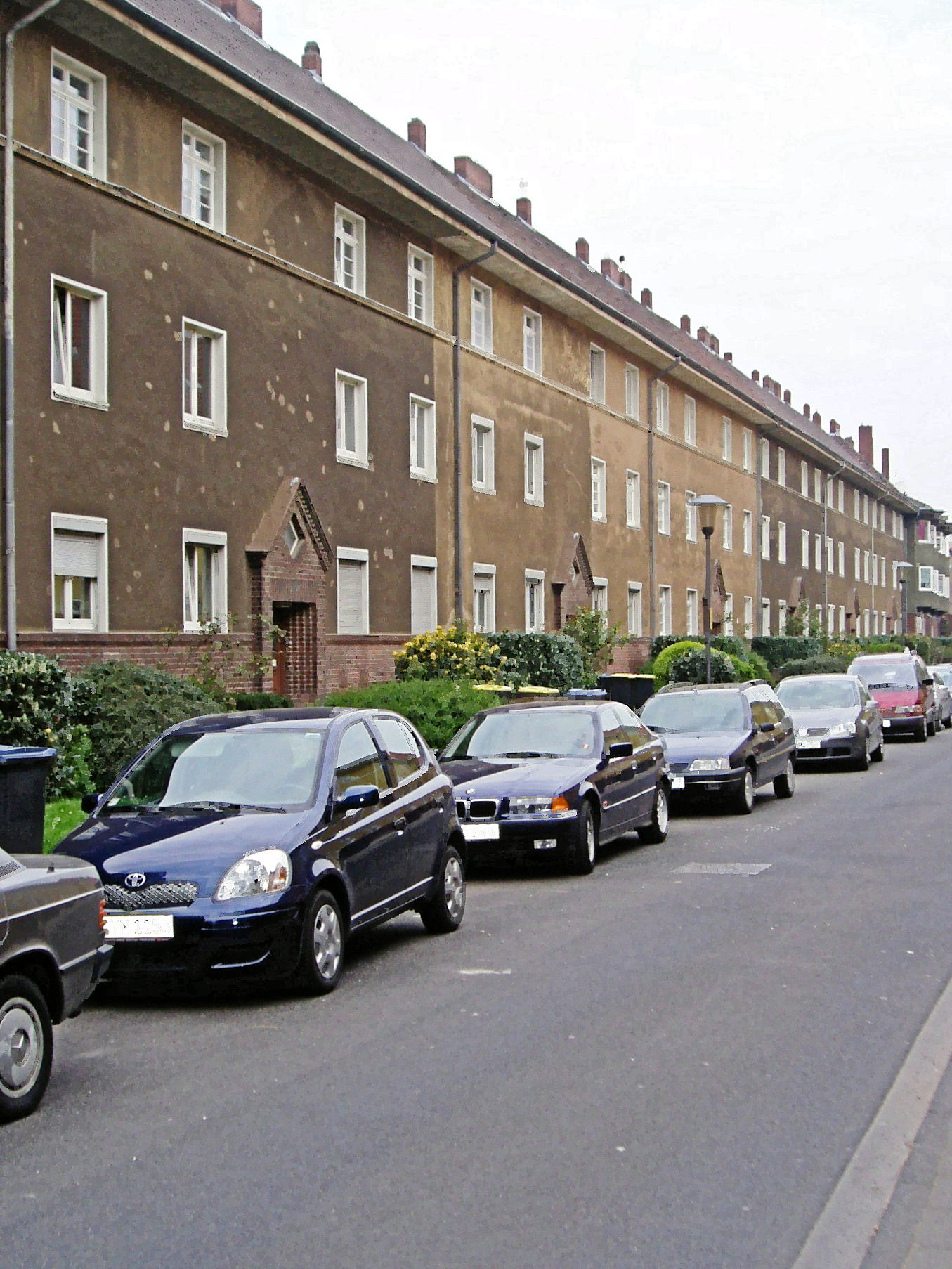
Unsanierter Straßenzug an der Weimarer Straße
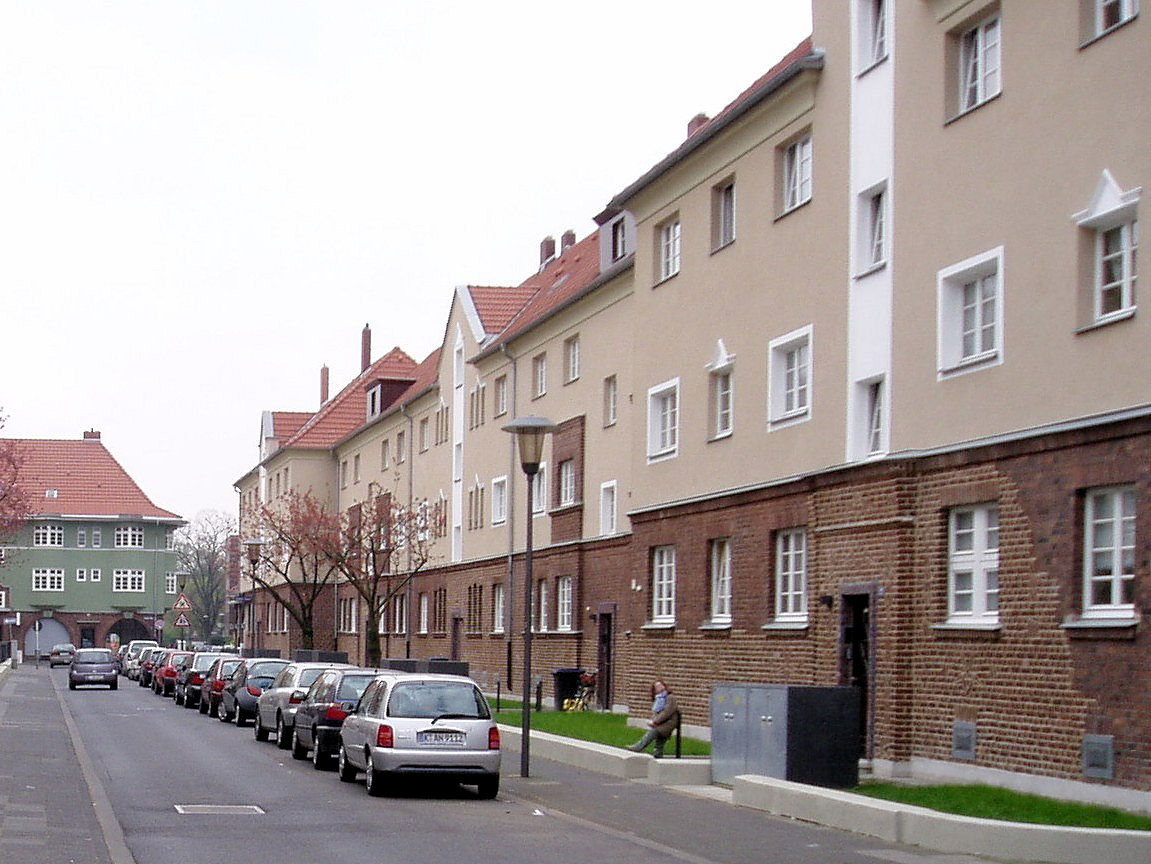
Sanierter Straßenzug an der Weimarer Straße
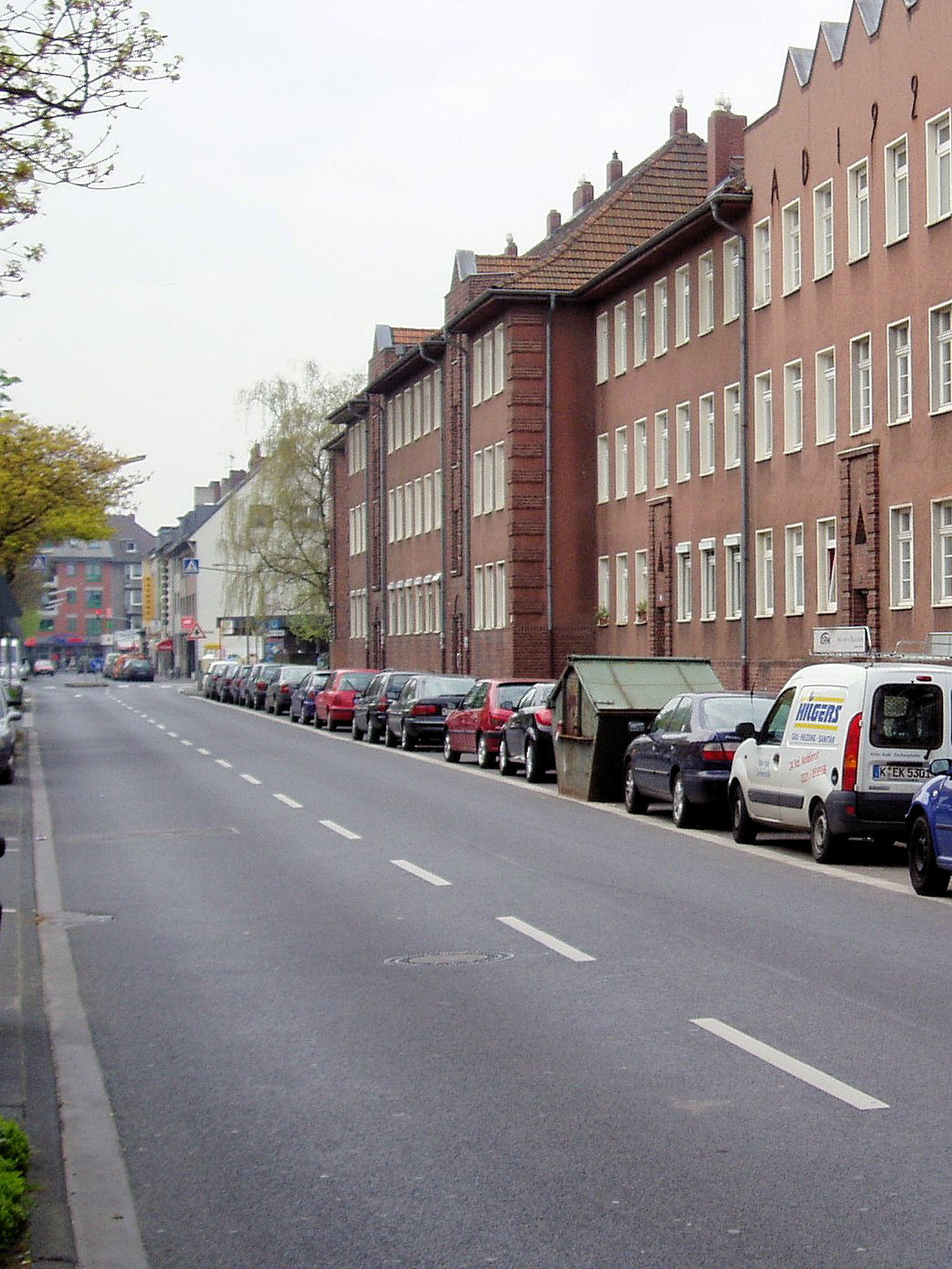
Unsanierter Straßenzug an der Fuldaer Straße
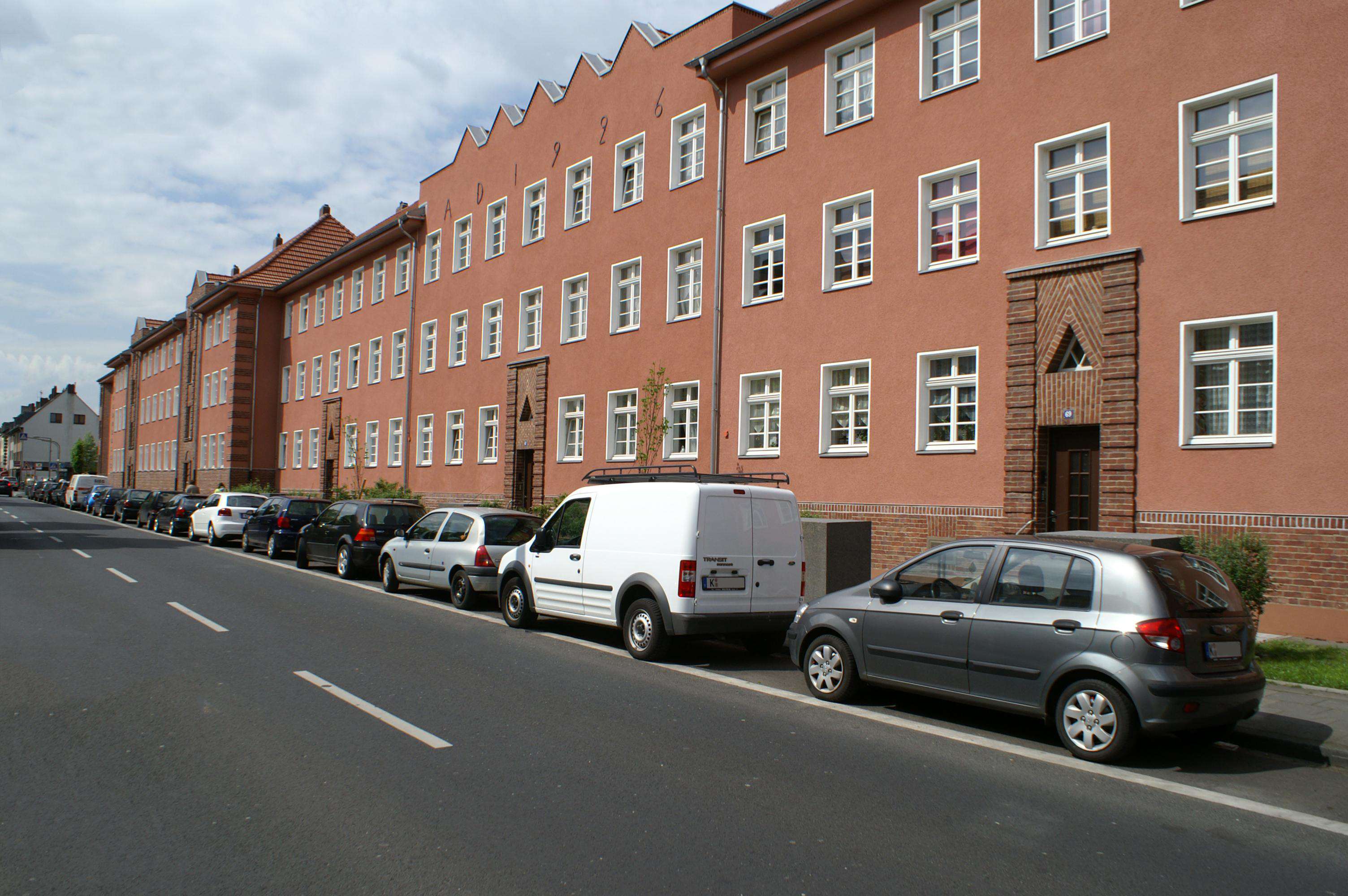
Der gleiche Straßenzug an der Fuldaer Straße nach der Sanierung

## Bevölkerung

### Bevölkerungsstatistik
| Jahr | Einwohner |
| ---- | --------- |
| 1828 | 0         |
| 1840 | 4         |
| 1850 | 10        |
| 1871 | 61        |
| 1890 | 251       |
| 1910 | 425       |
| 1950 | 6.800     |

| Jahr | Einwohner |
| ---- | --------- |
| 1980 | 13.081    |
| 1990 | 12.736    |
| 2000 | 12.381    |
| 2005 | 11.981    |
| 2010 | 12.053    |
| 2015 | 12.479    |

Bis zum Jahre 1910 beziehen sich die Angaben nur auf die Merheimer Gebiete des heutigen Stadtteils. Nachdem sich Einwohnerzahl zwischen dem Zweiten Weltkrieg und 1980 fast verdoppelte, verringert sie sich seitdem stetig. Von den 12.214 am 31. Dezember 2014 in Höhenberg gemeldeten Bürgern waren 6100 weiblich und 6114 männlich, 51 Bürger hatten Höhenberg als ihren Zweitwohnsitz angemeldet.
Struktur der Bevölkerung von Köln-Höhenberg (2021):
- Durchschnittsalter der Bevölkerung: 40,7 Jahre (Kölner Durchschnitt: 42,3 Jahre)
- Ausländeranteil: 35,8 % (Kölner Durchschnitt: 19,3 %)
- Arbeitslosenquote: 16,0 % (Kölner Durchschnitt: 8,6 %)

20,1 % aller Höhenberger Privathaushalte waren Bedarfsgemeinschaften nach SGB II (2021).:

### Religionen
31,4 % der Höhenberger Bürger sind katholisch, 12,1 % evangelisch. Die übrigen Menschen sind entweder konfessionslos oder gehören anderen Religionen und Weltanschauungen an. Die katholische Gemeinde St. Elisabeth wurde 2001 mit der Vingster Gemeinde St. Theodor zur Pfarrei St. Theodor und St. Elisabeth zusammengelegt. Pfarrer ist Franz Meurer. Der evangelischen Gemeinschaftsgemeinde Höhenberg/Vingst steht seit 1957 die Erlöserkirche in Vingst zur Verfügung. Muslimen steht zum Gebet die Mevlana-Moschee an der Olpener Straße 73 zur Verfügung.

## Politik
Kommunalpolitisch werden die Höhenberger Bürger durch die Bezirksvertretung Köln-Kalk vertreten.
Bei der Bezirksvertretungswahl am 25. Mai 2014 erhielt die SPD 40,8 %, die CDU 19,5 %, Grüne 11 %, pro Köln 4,6 %, Die Linke 11,8 % und die AfD 4,7 %. Die Wahlbeteiligung der 8234 Wahlberechtigten lag bei 32,9 %. Im gemeinsam mit Merheim gebildeten Wahlbezirk 44 wurde die SPD mit 37,1 % stärkste Partei.
Bei der Ratswahl am 25. Mai 2014 erhielt die SPD 39,3 %, die CDU 19,6 %, Grüne 8,6 %, pro Köln 4,4 %, Die Linke 11,8 % und die AfD 4,5 %. Die Wahlbeteiligung der 8234 Wahlberechtigten lag bei 32,9 %. Im gemeinsam mit Merheim gebildeten Wahlbezirk 44 wurde Gerrit Krupp von der SPD in den Rat der Stadt Köln gewählt.
Zur Bundestagswahl am 22. September 2013 erhielt die SPD 37,2 % der Zweitstimmen, die CDU 24,9 %, Grüne 9,4 %, Die Linke 13,2 %, FDP 3,3 %, Piraten 4,3 % und die AfD 3,2 %. Martin Dörmann, der direkt in den Bundestag gewählte SPD-Kandidat des Kölner Wahlkreises 1, erhielt in Höhenberg 43,9 %. Die Wahlbeteiligung der 6915 Wahlberechtigten lag bei 57,58 %.

## Wohnverhältnisse und Bebauung
Im Flächennutzungsplan sind nur 44 % des 2,2 Quadratkilometer großen Stadtteilgebietes als Wohnbaufläche ausgewiesen, über 52 % als Grünfläche, knapp 3 % als Gemeinbedarfsfläche und 1 % als Gewerbefläche.
Die Größe der 6553 in Höhenberg vorhandenen Wohnungen liegt bei durchschnittlich 59,6 Quadratmetern. Im Jahre 2014 wurden in der Statistik des Amtes für Stadtentwicklung 261 Ein- und Zweifamilienhäuser und 725 Mehrfamilienhäuser aufgeführt. Die durchschnittliche Wohnfläche je Bürger lag bei 32 Quadratmetern. Bei vielen älteren Mehrfamilienhäusern ist die soziale Bindung nach 40 Jahren abgelaufen, sodass nur noch 7 Prozent der Wohnungen als öffentlich gefördert ausgewiesen wurden. Viele Wohnungen der Germaniasiedlung und anderer Wohngebiete wurden in den letzten 10 Jahren in Eigentumswohnungen umgewandelt und den Mietern zum Kauf angeboten.

## Infrastruktur und Wirtschaft

### Verkehr

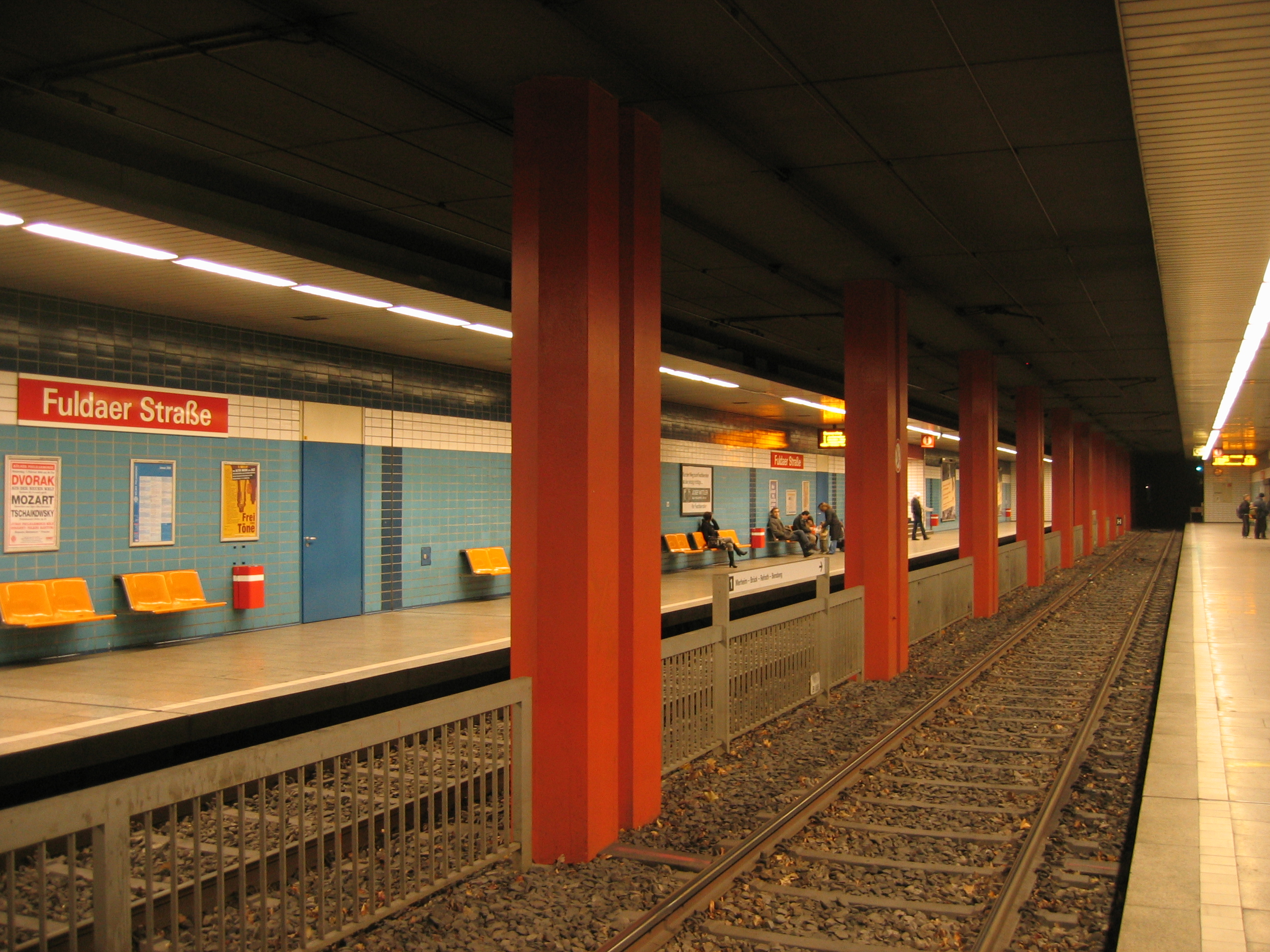
Stadtbahn-Haltestelle Fuldaer Straße (2008)

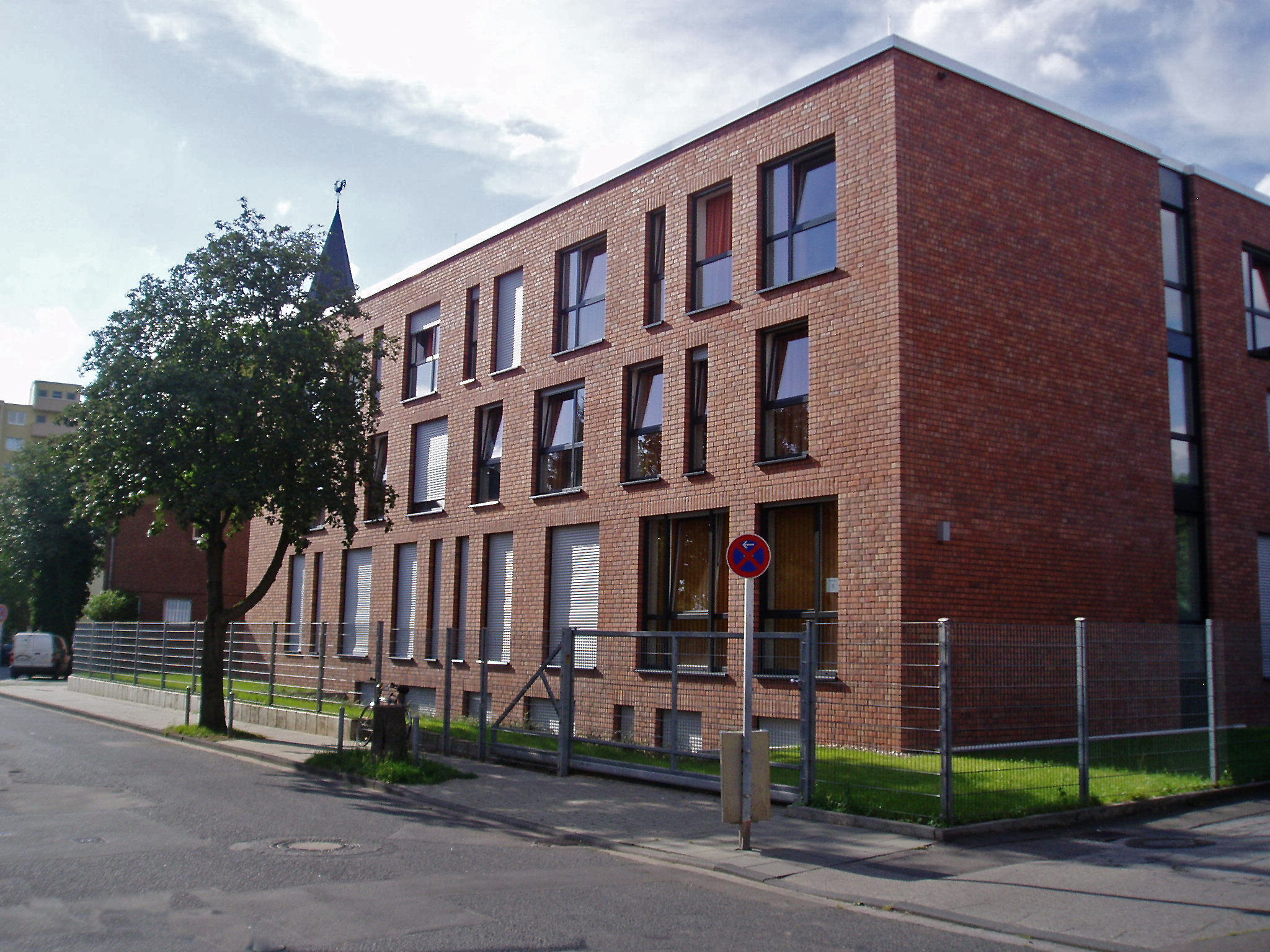
Jugendwohnheim St. Gereon (2008)

Mit der Frankfurter Straße (B 8), der Olpener Straße (B 55) und der autobahnähnlich ausgebauten Bundesstraße 55a, einer Verbindungsstraße zwischen dem Autobahnkreuz Köln-Ost und Zoobrücke, ist der Ort an das Kölner Straßennetz angeschlossen. An der Frankfurter Straße besteht ein Anschluss an die Bundesautobahnen 3 und 4.
Höhenberg verfügt über zwei Haltestellen zur Stadtbahnlinie 1. Diese  verbindet den Stadtteil innerhalb von 12 Minuten mit der Kölner Innenstadt. Mit den das Stadtteilgebiet querenden KVB-Buslinien 151, 152, 153 und 179 können viele rechtsrheinische Stadtteile ohne weiteres Umsteigen erreicht werden.

### Bildung und Betreuung
Nachdem beide Realschulen Mitte der 1980er-Jahre in andere Schulgebäude nach Brück und Ostheim verlegt worden waren, ist seit 1992 die Städtische Katharina-Henoth-Gesamtschule im Ort ansässig. Im Schuljahr 2007/2008 besuchten 902 Schüler diese Schule. Die Gemeinschafts-Hauptschule Nürnberger Straße besuchten im gleichen Zeitraum 493 Schüler. Ende der 2010er Jahre wurde die Hauptschule auslaufend geschlossen; die Katharina-Henoth-Gesamtschule zog fließend in das Hauptschulgebäude ein und hat (Stand 2022) zwei Standorte – an der Nürnberger Straße und an der Adalbert-Straße.
An den beiden Grundschulen an der Schulstraße und Weimarer Straße waren 228 Schüler gemeldet. Das Schulgebäude der Gemeinschaftsgrundschule Schulstraße musste 2007 wegen gesundheitsgefährdender Bausubstanz gesperrt werden. Die Schüler wurden ersatzweise in einem Schulgebäude im benachbarten Vingst untergebracht. Neben sechs Kindergärten existiert ein Schulhort für sechs- bis elfjährige Kinder an der Augsburger Straße.
Bereits seit den 1960er-Jahren besteht das Seniorenheim Oranienhof an der Olpener Straße. Es bietet Platz für 70 ältere Menschen, die kurzzeitige tägliche Pflege benötigen. Nach Sparmaßnahmen des Erzbistums Köln konnte der Betrieb des Pfarrheims St. Elisabeth finanziell nicht mehr sichergestellt werden, deshalb entschloss sich die Gemeinde, das Gebäude abzureißen, um einen Bauplatz für einen Neubau des Jugendwohnheims St. Gereon bereitzustellen. Die alten Räumlichkeiten des Jugendwohnheimes in Kalk waren so stark sanierungsbedürftig, dass sich ein Neubau an anderer Stelle als wirtschaftlicher darstellte. Im Frühjahr 2008 eröffnete das neue Jugendwohnheim in unmittelbarer Nachbarschaft der Kirche St. Elisabeth, das unter der Trägerschaft des Vereins zur Förderung Kath. Heimstatt- und Jugendsozialarbeit e. V. betrieben wird.

### Öffentliche Sicherheit und Rettung
Das Höhenberger Gebiet wird durch die Polizeiinspektion Südost, von den drei Feuerwachen in Deutz, Mülheim und Ostheim und den Krankenhäusern in den benachbarten Stadtteilen Merheim und Kalk betreut, welche bei Notfällen binnen fünf Minuten zu erreichen sind.

### Geschäftswelt und Gewerbe

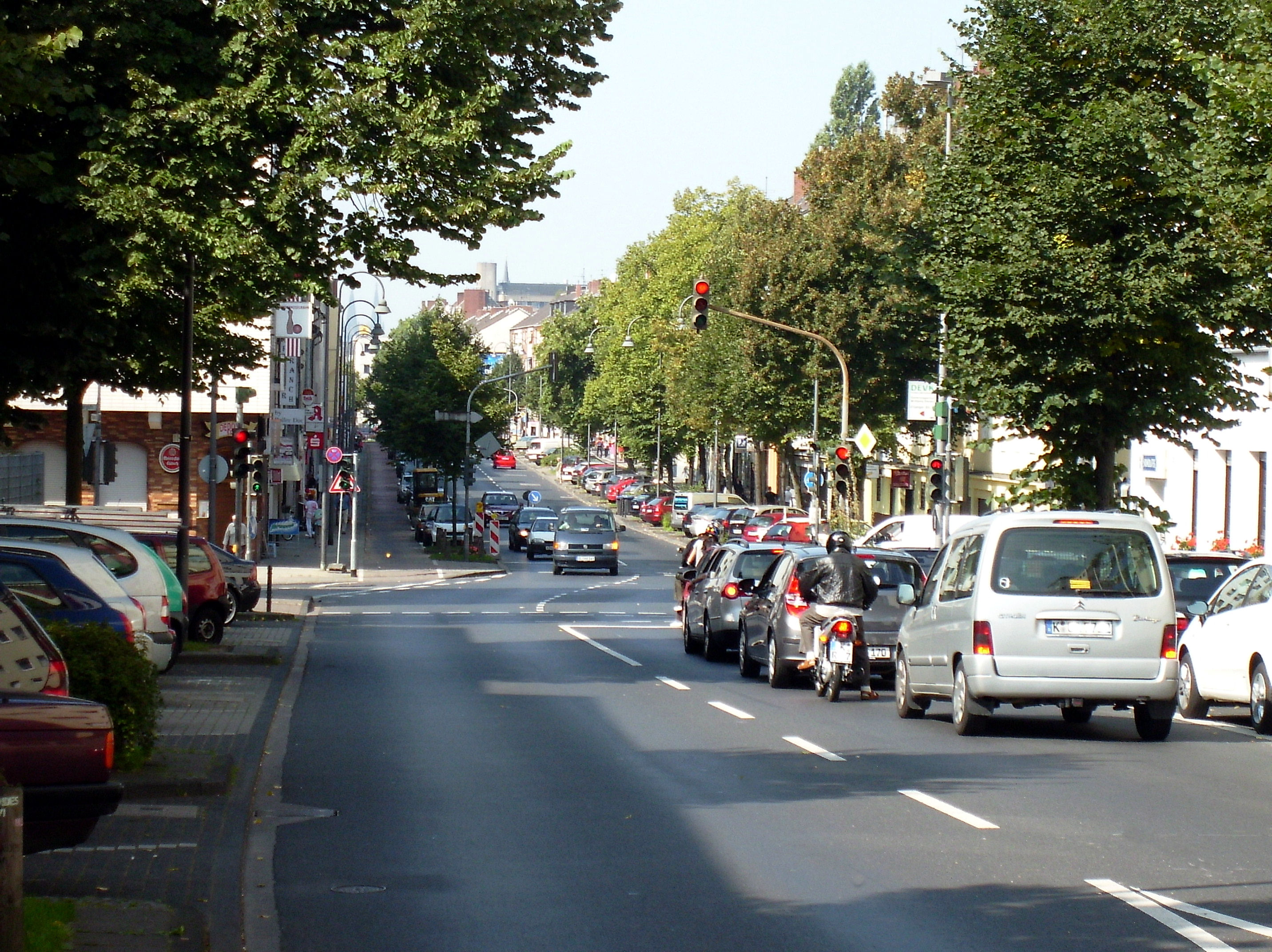
Olpener Straße, das Ortszentrum Höhenbergs (2008)

Das Geschäftszentrum des Stadtteils befindet sich an der Olpener Straße auf einem zirka 500 Meter langen Teilstück zwischen Germaniastraße und Höhenberger Straße. Dort sind neben einer Post und einem Geldautomaten der Sparkasse KölnBonn drei Supermärkte und diverse kleinere Einzelhandelsgeschäfte unterschiedlicher Branchen angesiedelt. Am Bennoplatz betreibt die Hotelkette Best Western ein Haus der Vier-Sterne-Kategorie mit 92 Zimmern. Neben drei Restaurants mit internationaler Küche werden im Ortsgebiet derzeit neun Gastwirtschaften betrieben. Außerdem sind auf Höhenberger Gebiet zwei Autohäuser, drei Tankstellen sowie eine Filiale einer Werkstattkette ansässig.
Nach der Stilllegung der Spritzgussfabrik Postel, des DrahtwerksColonia und zuletzt der Großbäckerei Kronenbrot befinden sich keine großen Produktionsstätten mehr im Stadtteil. Hinter dem für das rechtsrheinische Köln traditionsreichen Namen Chemische Fabrik Kalk verbirgt sich kein Produktionsbetrieb mehr, sondern die Handelsgesellschaft für Chemikalien und Düngemittel der K+S AG, die an der Olpener Straße ihren Sitz hat. An die Postfiliale ist die einzige Briefverteilstelle für den Stadtbezirk Köln-Kalk angegliedert.

## Kultur und Sehenswürdigkeiten

### Vereine
Der im Sportpark Höhenberg beheimatete TuS Köln rrh. bietet verschiedene Möglichkeiten des Breitensports. Unter anderem verfügt der Verein über Abteilungen im Fußball, Tennis, Schwimmen und in der Leichtathletik. Vom Verein werden Sportangebote in 13 rechtsrheinischen Hallen organisiert. In unmittelbarer Nähe des TuS ist der ehemalige Fußballzweitligist und heutige Drittligist Viktoria Köln beheimatet, der über eine große Jugendabteilung mit 19 Mannschaften verfügt. Der Tennisclub Viktoria Köln, der organisatorisch nichts mehr mit dem Fußballverein zu tun hat, hat über 300 Mitglieder, denen sieben Sandplätze zur Verfügung stehen. Als weiterer Fußballverein ist DJK Siegfried Kalk an der Merheimer Heide ansässig. Die St. Sebastianus Schützenbruderschaft Köln-Höhenberg von 1924 e. V. verfügt über eine vereinseigene Anlage am Höhenberger Ring.

### Regelmäßige Veranstaltungen
Ein Wochenende vor Karneval organisieren die KG Höhenberger Junge mehrere karnevalistische Veranstaltungen, für die ein großes Zelt am Höhenberger Ring aufgestellt wird. Neben einer Discoveranstaltung und einer Damensitzung wird auch eine Kindersitzung durchgeführt, bei der die Kosten für das Programm, das Essen und die alkoholfreien Getränke von Sponsoren übernommen werden. Jährlich zieht Karnevalssamstag ein Narrenumzug durch die Höhenberger Straßen – da der Zug nicht sonderlich lang ist, werden einige Straßen zweimal abgelaufen. Die Höhenberger Schützen veranstalten jeweils am ersten Septemberwochenende ihr Schützenfest am Höhenberger Ring, nur einige Wochen später feiern die Bewohner der Germaniasiedlung und zahlreiche Besucher ein Straßenfest an der Weimarer Straße.

### Freizeit, Sport und Erholung

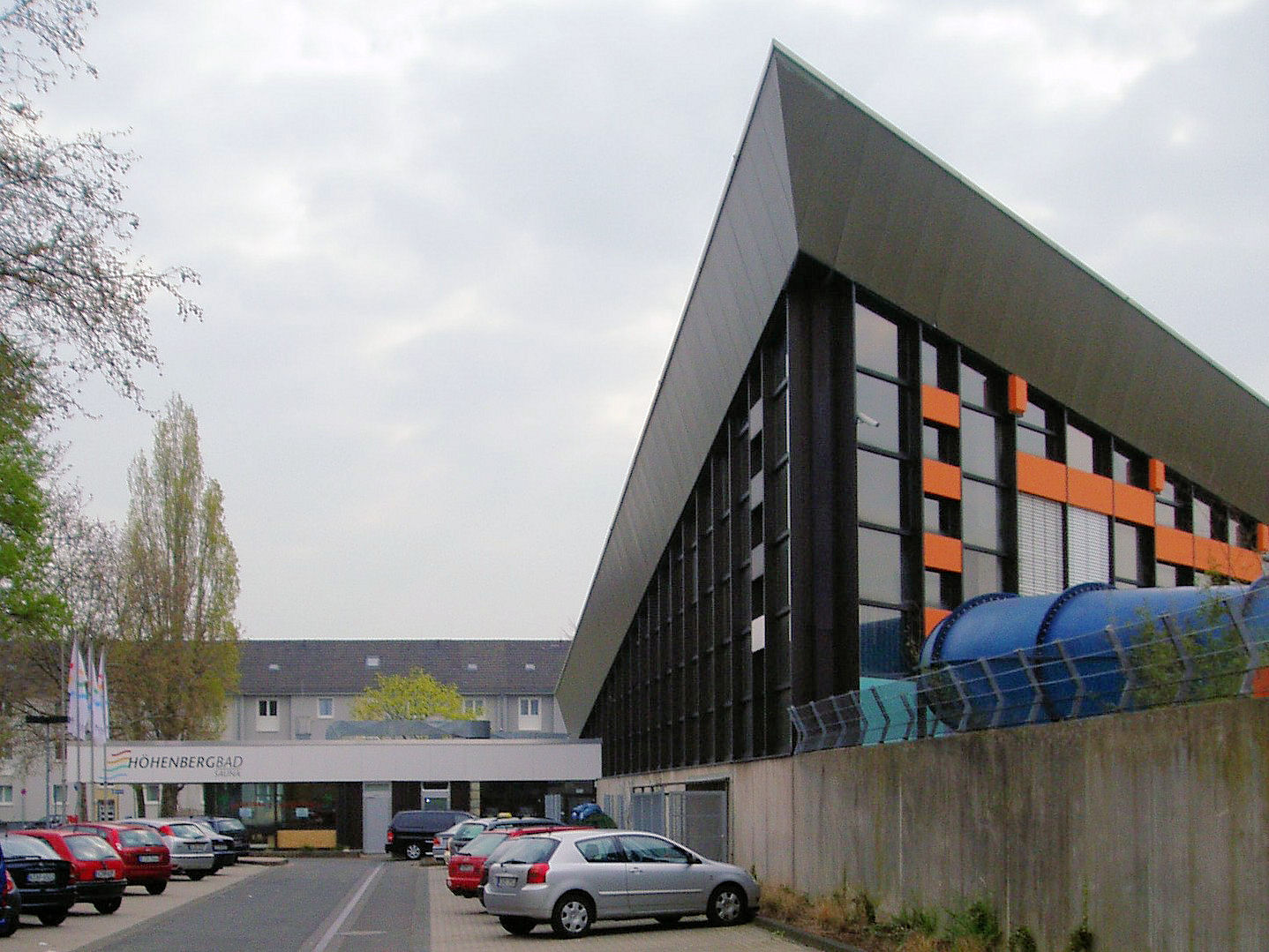
Höhenbergbad (2007)

Auf dem bis 1964 vom SSV Vingst 05 als Vereinsgelände genutzten Grundstück baute die Stadt Köln nach dem Entwurf von Johannes Mronz ein kombiniertes Hallen- und Freibad, das 1975 eröffnete. Nach umfangreichen Sanierungsarbeiten und der Anlage einer Saunalandschaft wurde das Bad 2007 wiedereröffnet und in Höhenbergbad umbenannt. In der von der Grundfläche her dreieckigen Schwimmhalle werden den Schwimmern eine 83 Meter lange Wasserrutschbahn sowie zwei Sprungbretter angeboten. Das um 1920 fertiggestellte große Naherholungsgebiet Merheimer Heide besteht aus Waldgebieten und großflächigen Wiesen. Im westlichen Teil der Heide wurde der Sportpark Höhenberg angelegt, in dem mehrere Sportvereine ihre Heimat fanden. Die größte Sportanlage ist das Stadion von Viktoria Köln, das vorübergehend den Namen Flughafenstadion trug – benannt nach dem ehemaligen Hauptsponsor der Viktoria, dem Flughafen Köln/Bonn. Das Stadion bietet derzeit Platz für 8.343 Besucher. Im Norden der Merheimer Heide sowie entlang der Bahnanlagen im Westen des Ortes wurden Schrebergartensiedlungen angelegt. Für nicht von Vereinen organisierten Sport hat die Stadt im Ortsgebiet mehrere Bolzplätze, einen Außenbasketballplatz sowie eine Skateranlage angelegt.

### Bauwerke und Denkmäler

#### St. Elisabeth

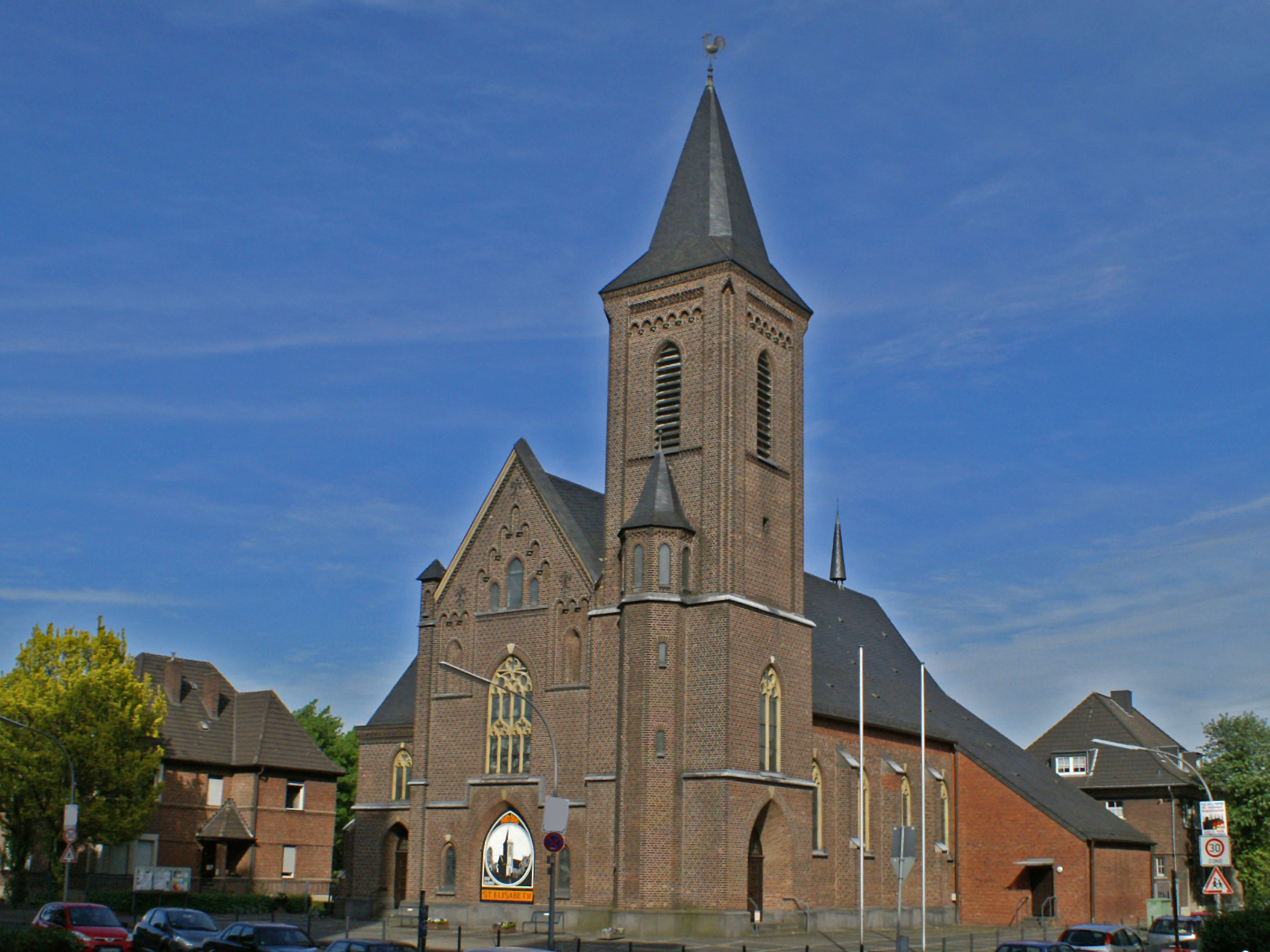
St. Elisabeth (2010)

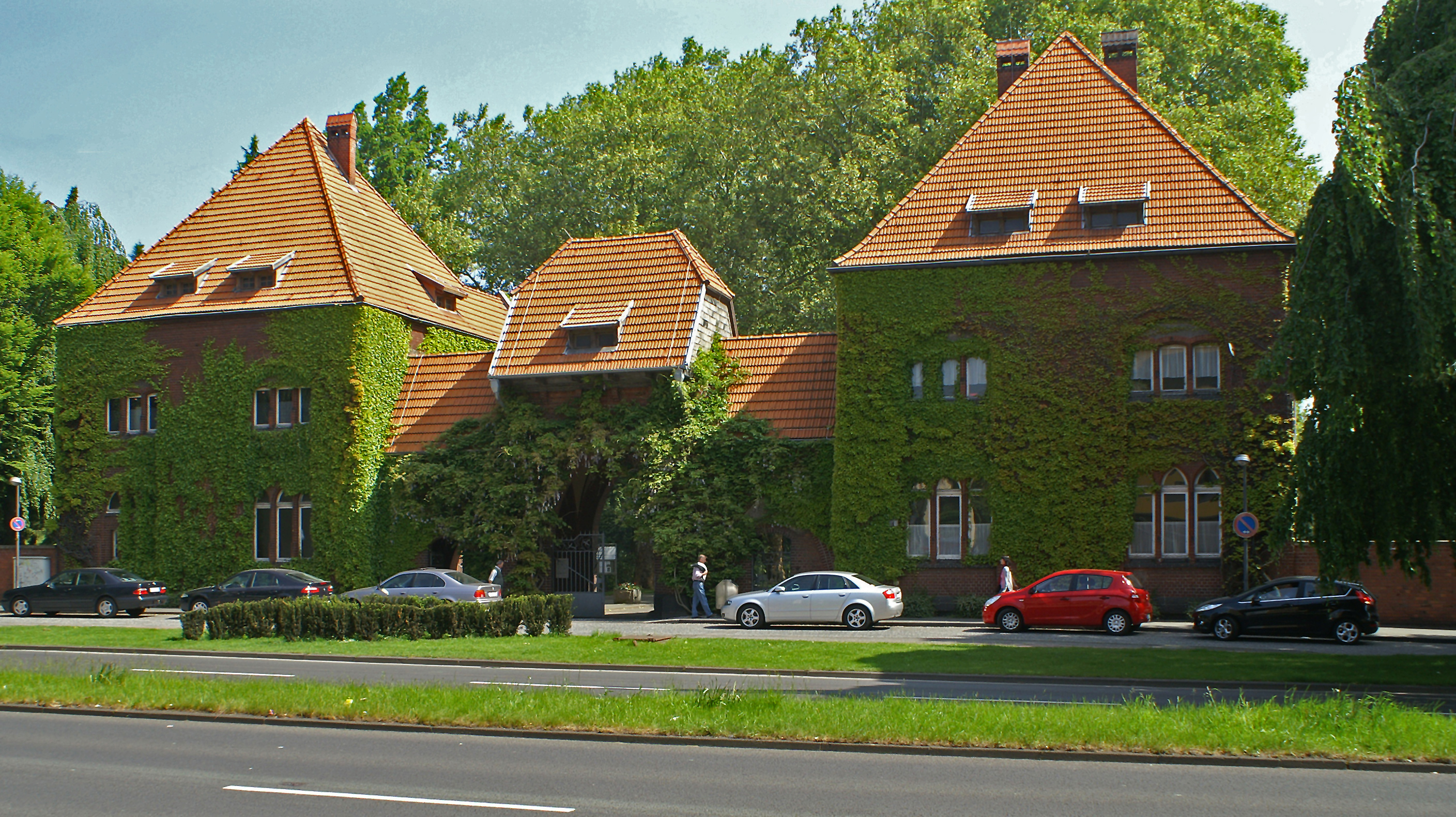
Eingang des Mülheimer Friedhofs (2010)

Die historistische dreischiffige Backstein-Hallenkirche St. Elisabeth wurde zwischen 1908 und 1910 erbaut und am 18. Dezember 1910 mit dem Patrozinium der heiligen Elisabeth von Thüringen von Dechant Martin Köllen geweiht. Die Architektur des Gotteshauses verbindet spätgotische und romanische Bauformen. Der Innenraum wurde mit einer thematischen Farbverglasung, Nebenaltären und Heiligenfiguren ausgestattet. Den Turmhelm, die Orgel sowie eine heute nicht mehr vorhandene Turmuhr erhielt die Kirche erst nach der Weihe in der Zeit vor dem Zweiten Weltkrieg.
Nachdem Bomben die Kirche im Zweiten Weltkrieg schwer beschädigt hatten, wurde sie erst 1956/57 nach Plänen von Dominikus Böhm und seinem Sohn Gottfried Böhm instand gesetzt und dabei gleichzeitig erweitert. Der Altar, der Tabernakel, die sechs Altarleuchter sowie das sechs Meter hohe Standkreuz wurden 1956 von Hanns Rheindorf gefertigt. Zwischen 1959 und 1968 gestaltete Rheindorf auch ein marmornes Taufbecken, die Kreuzwegstationen aus Emaille sowie einen Osterleuchter. St. Elisabeth erhielt 1968 eine neue Orgel. Ein Großteil der von Dominikus Böhm entworfenen Farbverglasungen wurde zwischen 1982 und 1988 durch von dem Maler Hans Rolf Maria Koller gestaltete ersetzt.

#### Mülheimer Friedhof
Der am 30. September 1904 eröffnete parkähnliche Mülheimer Friedhof an der Frankfurter Straße hat eine nahezu dreieckige, fast 20 Hektar große Grundfläche. Der Friedhof wurde von der damals noch selbständigen Stadt Mülheim am Rhein als Stadtfriedhof angelegt, auf dem sowohl evangelische als auch katholische Christen beerdigt werden sollten. Das dicht mit Efeu bewachsene dreiteilige Eingangstor wurde nach Plänen des Mülheimer Architekten Raabe im Jahr 1903 gebaut und steht unter Denkmalschutz. Der von altem Baumbestand gesäumte breite Hauptweg führt zu einem Rondell, auf dem das zentrale Hochkreuz errichtet wurde. An diesem zentralen Punkt des Friedhofs liegen auch die Trauerhalle sowie mehrere große Familiengrabstätten. Hinter der Trauerhalle schließt sich ein Ehrengräberfeld für Gefallene des Zweiten Weltkriegs an.

## Trivia
An der Ecke Olpener Straße/Regensburger Straße befand sich bis in die 1970er Jahre ein Kino. Die Kaiserin von Persien, Soraya Esfandiary Bakhtiary, die nach ihrer Scheidung hin und wieder ihren Bruder in Köln traf, zählte zu den gelegentlichen Besuchern dieses Kinos.

## Persönlichkeiten
- Asal Dardan, iranisch-deutsche Schriftstellerin, verbrachte einen Teil ihrer Kindheit in Höhenberg.[39]
- Franz Meurer, seit 1992 katholischer Pfarrer der Gemeinde Vingst/Höhenberg, wurde für sein soziales Wirken im Jahre 2001 die „Alternative Kölner Ehrenbürgerschaft“ verliehen. Auf Vorschlag der Gemeinde spendete er im März 2007 die Kollekte einer Sonntagsmesse trotz Widerstand des Erzbistums Köln der DİTİB für die neue Zentralmoschee Köln in Ehrenfeld. Von der Bevölkerung wird der unkonventionelle Geistliche oft Don Camillo aus dem HöVi-Land genannt.[40]